# Rhein-Mosel-Fachklinik Andernach

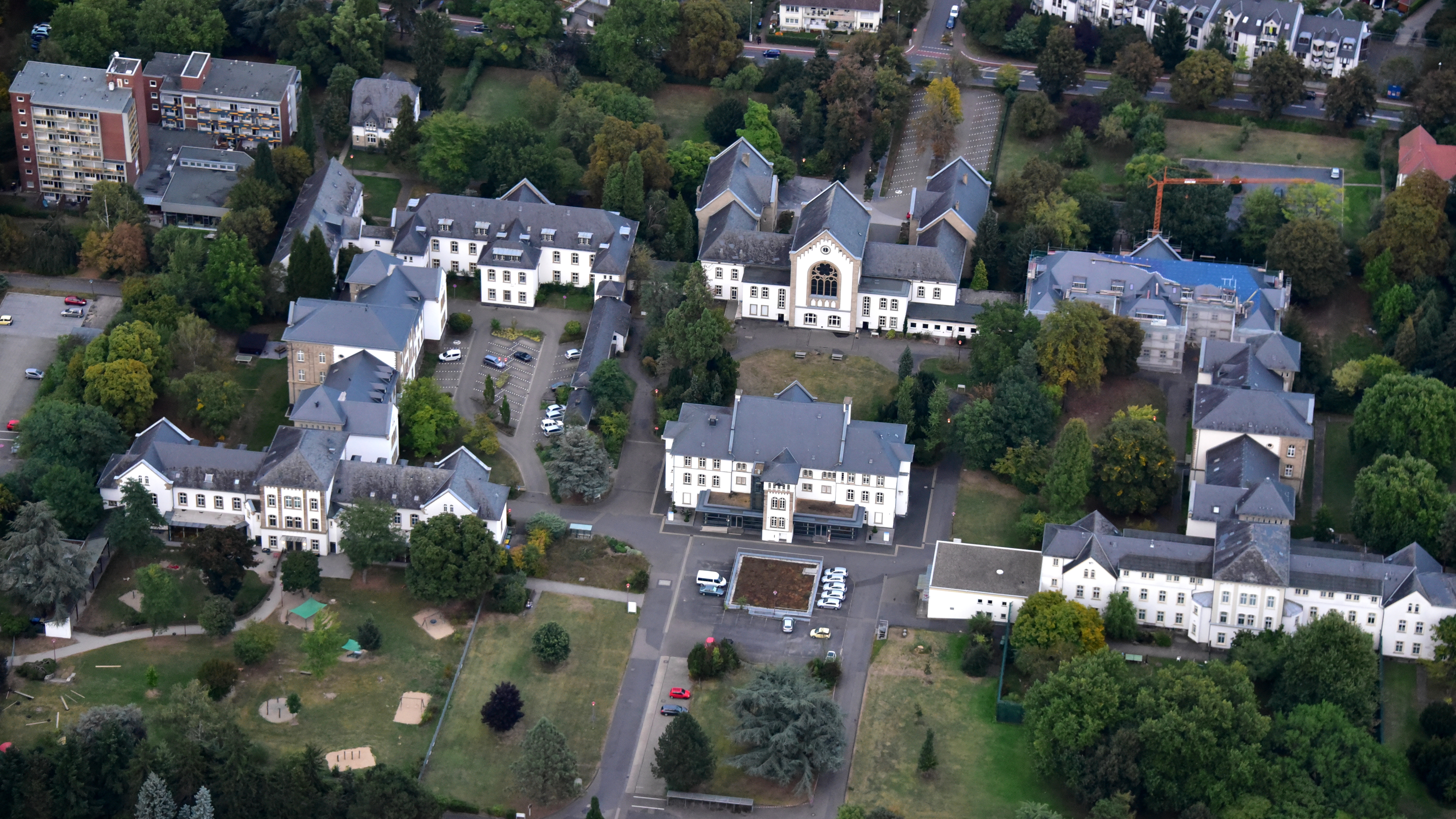
Rhein-Mosel-Fachklinik, Teilansicht, Luftaufnahme (2016)

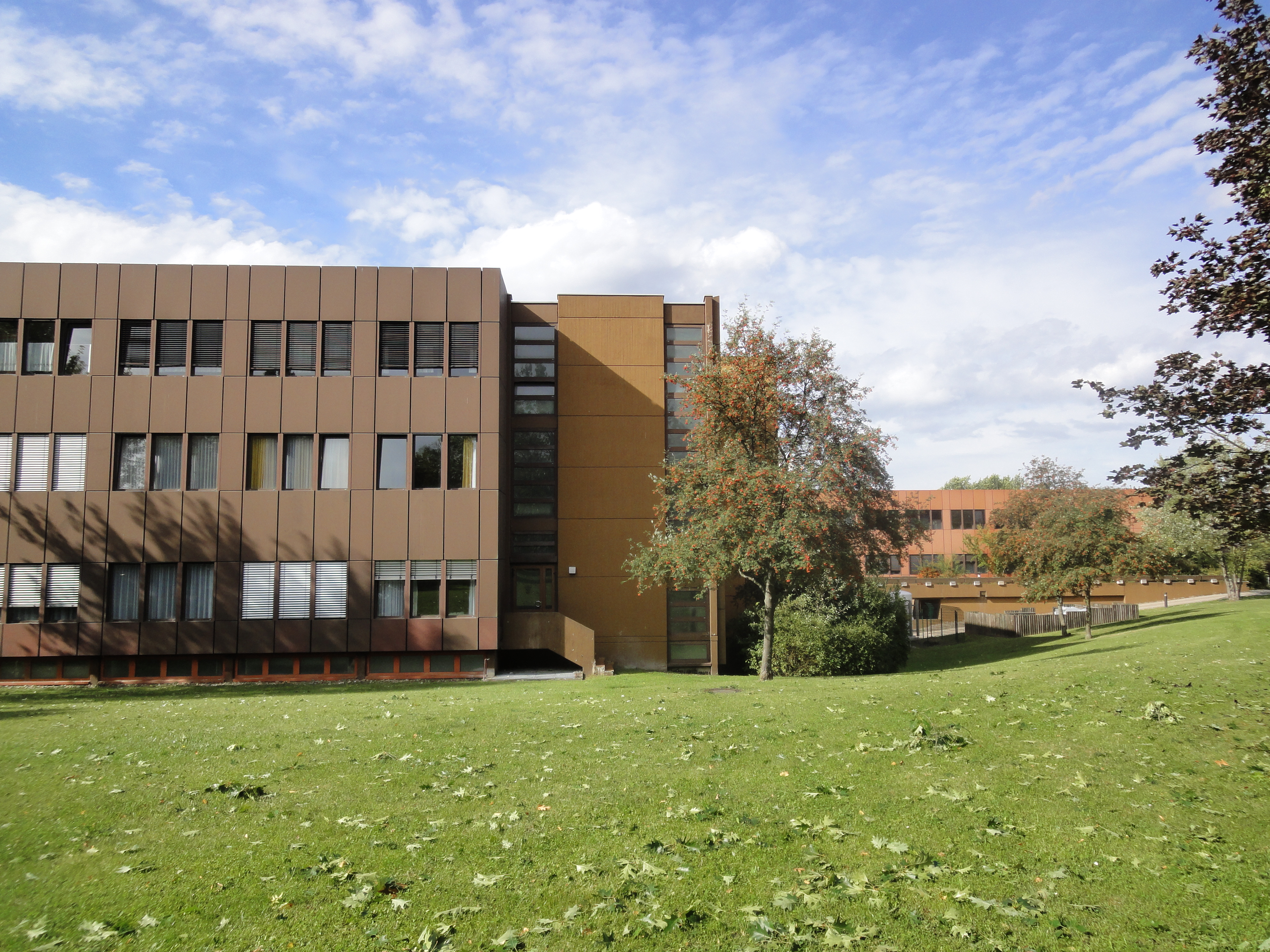
Das klinische Zentrum für Neurologie und Psychiatrie

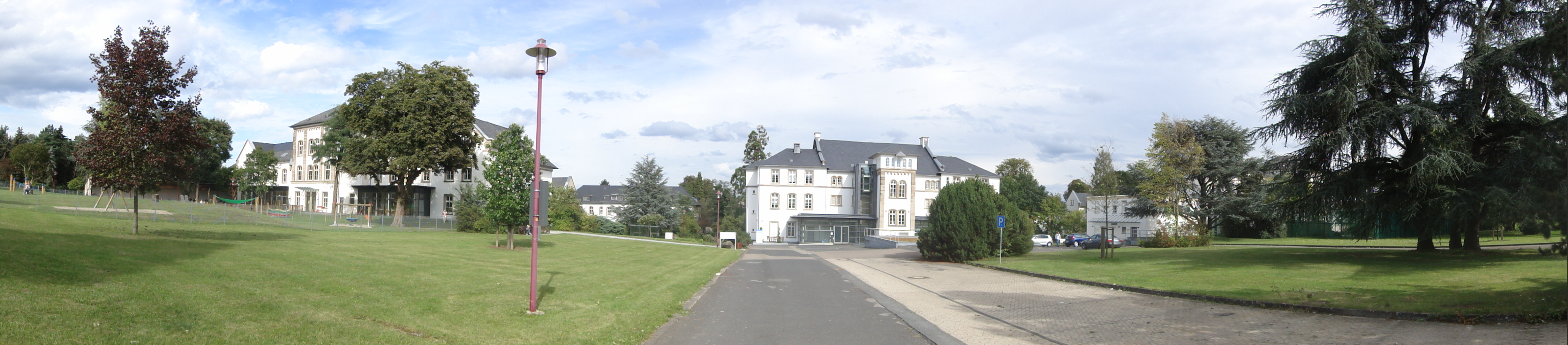
Gebäudegruppe mit Haus Eifel links, dem Konferenzzentrum in der Mitte und Haus Nette rechts

Die Rhein-Mosel-Fachklinik Andernach ist ein Behandlungszentrum für Psychiatrie, Psychotherapie, Psychosomatik und Neurologie in Andernach in Rheinland-Pfalz. Träger ist das Landeskrankenhaus, eine Anstalt des öffentlichen Rechts. Die Klinik ist Zentrum eines gemeindepsychiatrischen Versorgungsverbundes mit Tagesklinik, Institutsambulanz und komplementären, außerklinischen Versorgungsaufgaben. Sie ist akademisches Lehrkrankenhaus der Johannes Gutenberg-Universität Mainz und beschäftigte 2011 rund 1400 Mitarbeiter.
Die Klinik wurde 1876 als „Provinzialirrenanstalt“ eröffnet. Einen besonderen Einschnitt in der Anstaltsgeschichte bilden die Euthanasieverbrechen während des Nationalsozialismus und die Nutzung als „Zwischenanstalt“ für die Tötungsanstalt Hadamar. Mindestens 929 Insassen von Andernach starben in der Anstalt selbst und mindestens 1400 Menschen wurden von der Anstalt aus zur Tötung nach Hadamar gebracht bzw. deportiert. Die Nachkriegszeit bis in die 1980er Jahre war geprägt vom veränderten gesellschaftlichen Umgang mit psychisch erkrankten Menschen. Mit der nationalsozialistischen Vergangenheit setzte man sich seitens der Klinik erst ab Mitte der 1990er Jahre auseinander.

## Lage und Beschreibung

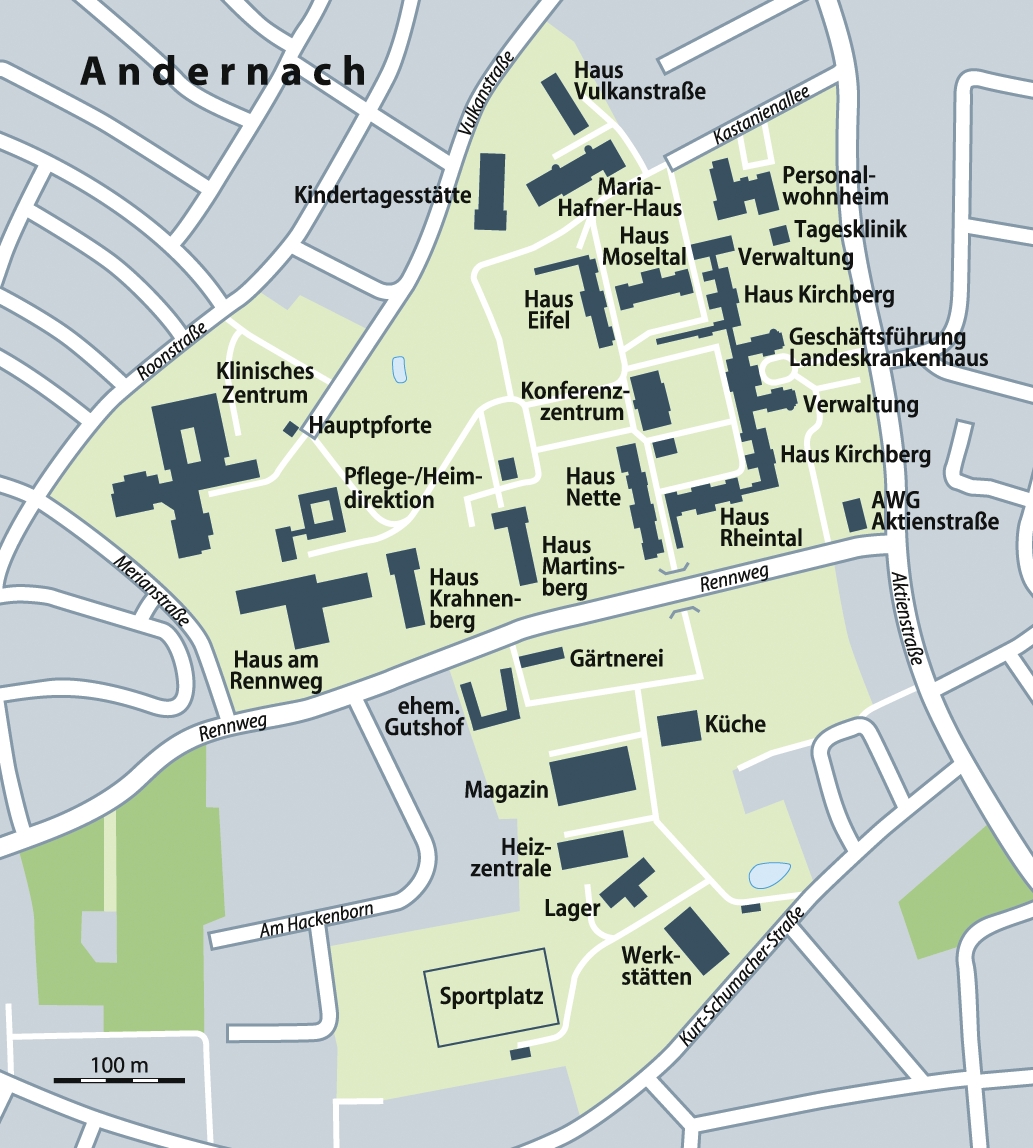
Übersicht über die Anlagen

Die Rhein-Mosel-Fachklinik Andernach liegt südlich des Stadtkerns von Andernach an der linken Rheinseite auf einem weitläufigen, geringfügig abschüssigen Areal mit ausgedehnten Grünanlagen. Begrenzt wird das Areal im Osten von der Aktienstraße, im Nordwesten von der Vulkanstraße und der Roonstraße, im Süden der Kurt-Schumacher-Straße und im Südwesten der Merianstraße. Der Rennweg teilt das Gelände in den größeren Nord- und den kleineren Südteil.
Der Südteil besteht im Wesentlichen aus Betriebsgebäuden mit Küche, Heizzentrale, Werkstätten, Lager und Magazin, dem ehemaligen Gutshof und der Gärtnerei. Auch ein Sportplatz ist vorhanden.
Der Nordteil bildet den Kern der Anlage mit dem Klinischen Zentrum und dem Haus am Rennweg im Westen, dem älteren Gebäudekern mit den Häusern Nette, Rheintal, Kirchberg, Moseltal, Eifel sowie dem Konferenzzentrum, dem Verwaltungssitz und der Kirche im Ostbereich, und im Norden dem Haus Westerwald (früher Maria-Hafner-Haus), dem Haus Vulkanstraße und der Kindertagesstätte. Neben einer Minigolfanlage und den Parkanlagen stehen das Haus Krahnenberg und das Haus Martinsberg.
Tageskliniken befinden sich in Cochem, Koblenz und Mayen.

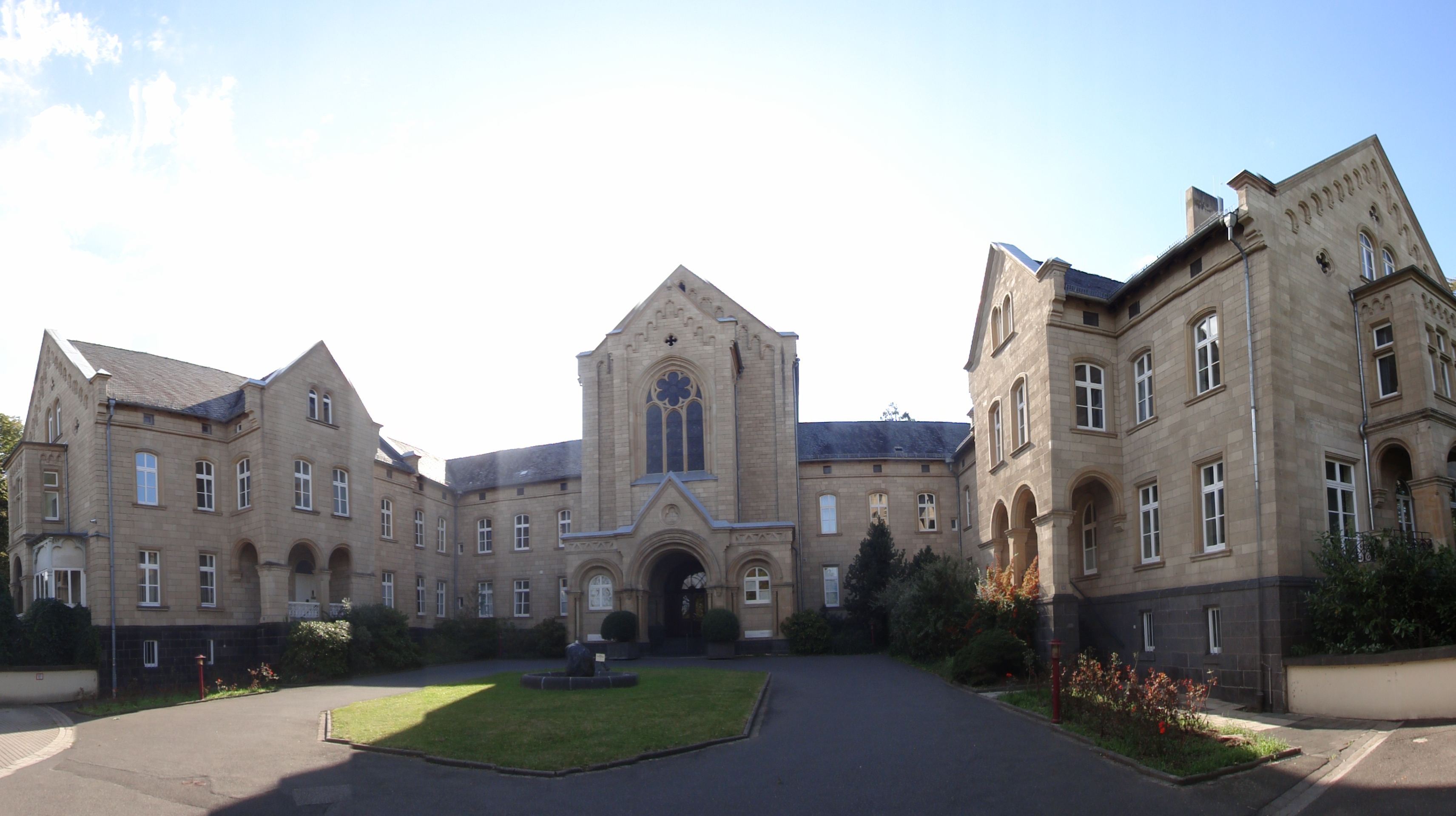
Gebäude der Verwaltung und Geschäftsführung
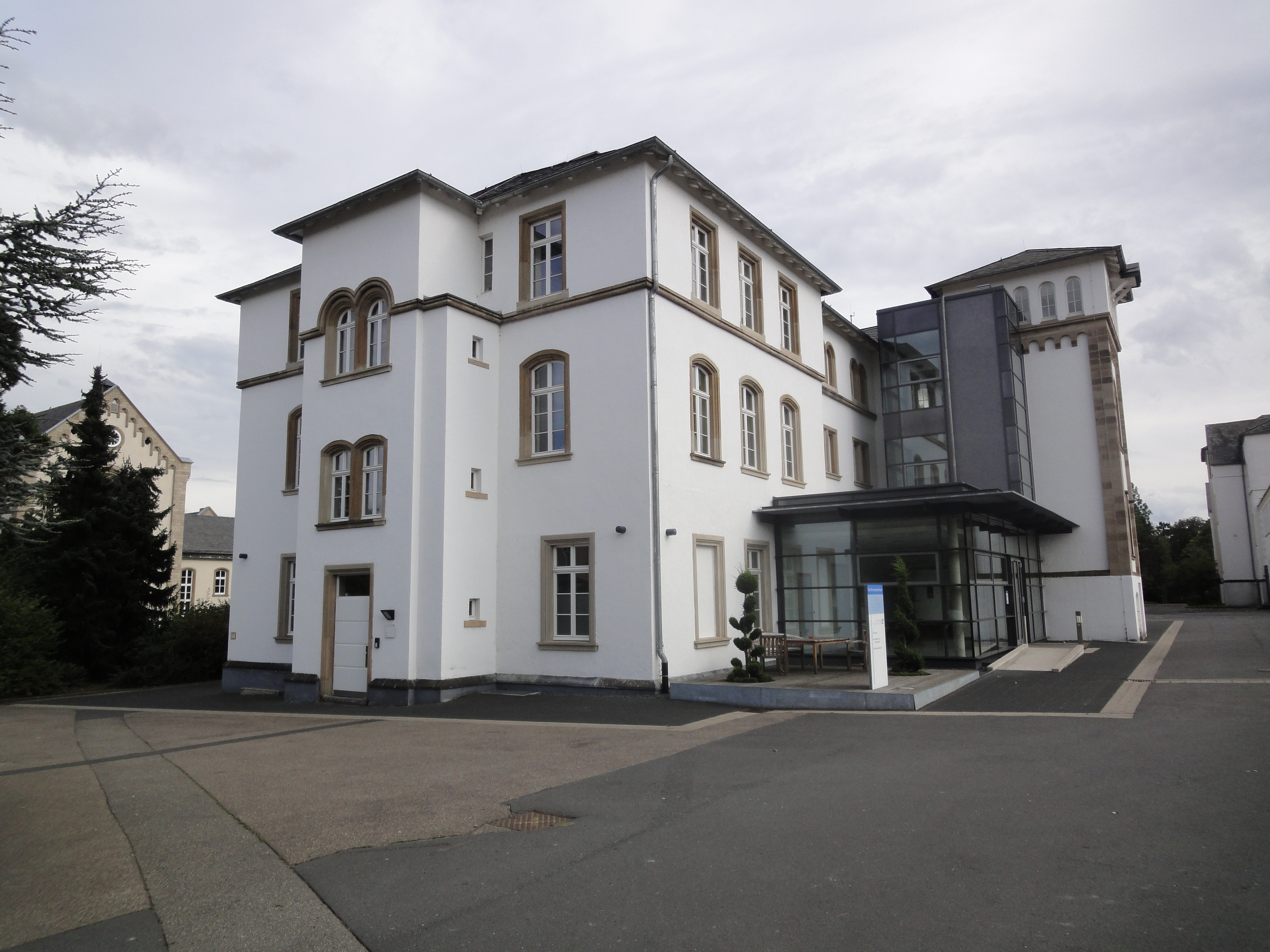
Das zentral gelegene Konferenzzentrum
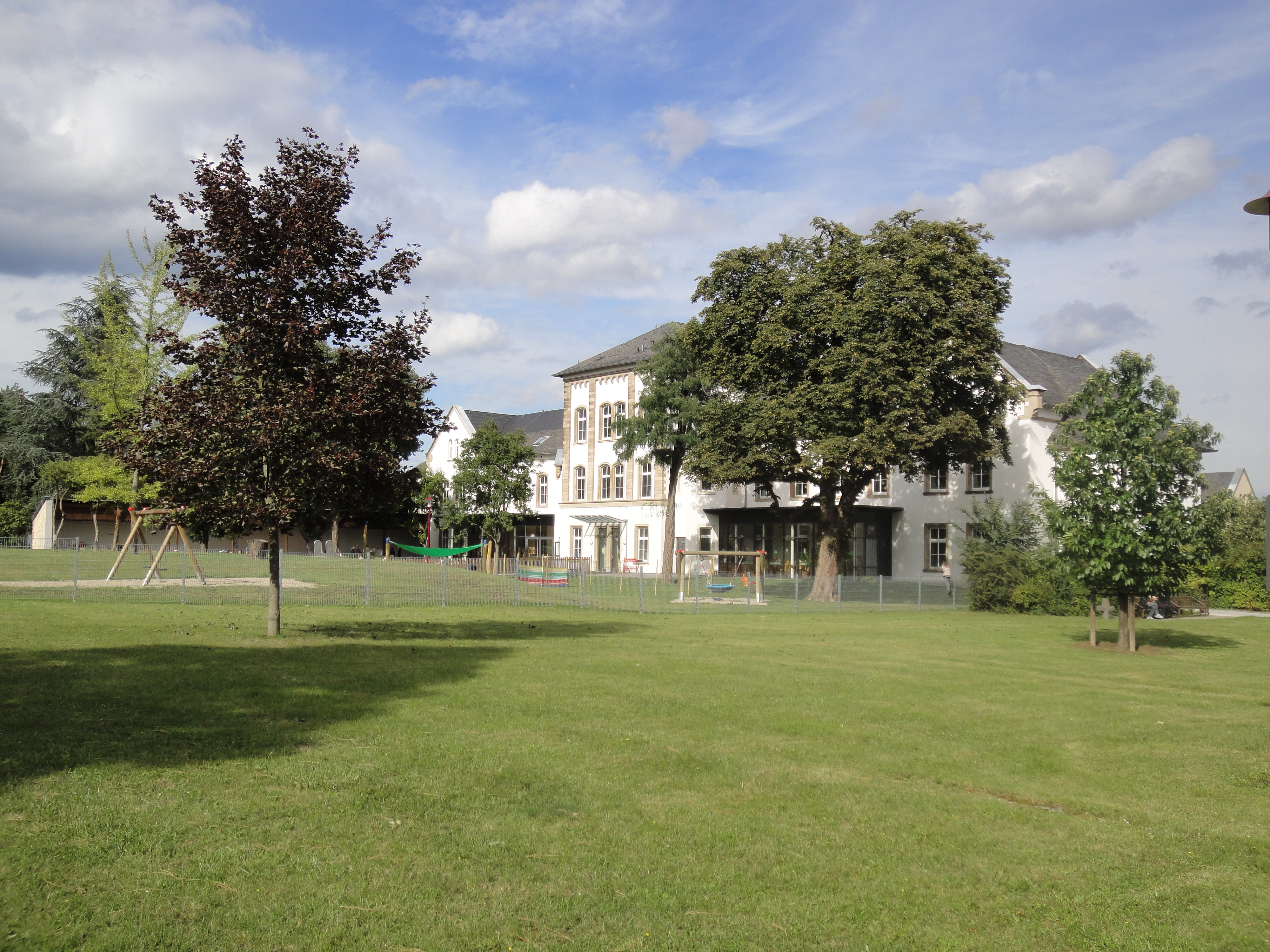
Das Haus Eifel
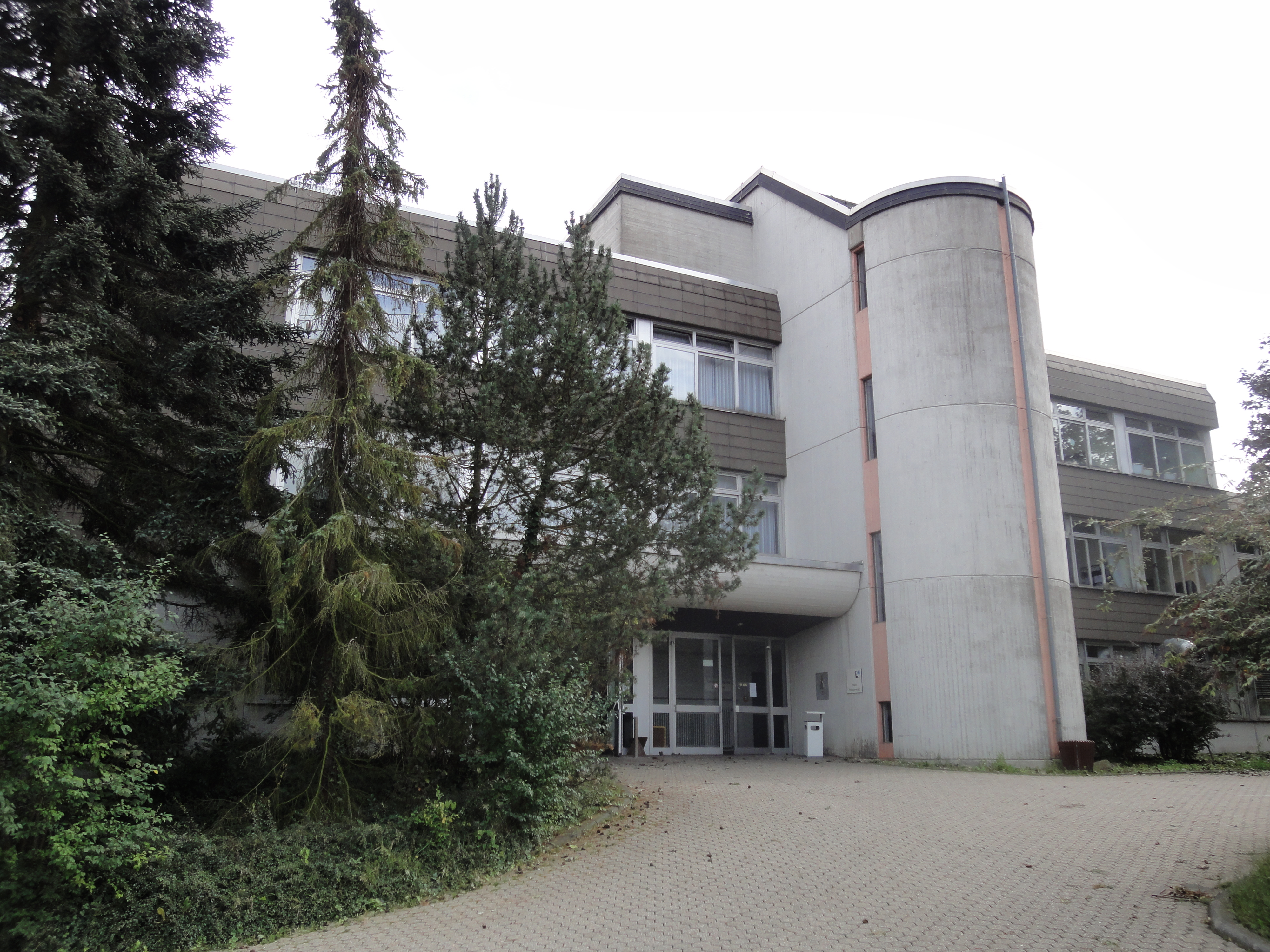
Das Haus Westerwald (früher Maria-Hafner-Haus)

## Organisation
Die Rhein-Mosel-Fachklinik Andernach als Lehrkrankenhaus der Universitätsmedizin Mainz ist ein Behandlungszentrum für Psychiatrie, Psychotherapie, Psychosomatik und Neurologie in differenzierter Leistungsstruktur. Träger ist das Landeskrankenhaus als Anstalt des öffentlichen Rechts.
Es gibt folgende Fachabteilungen:
- Abteilung für Allgemeinpsychiatrie und Psychotherapie: In diesem Klinikbereich werden alle Patienten von 18 bis 60 Jahren – in Einzelfällen auch Ältere – untersucht und behandelt, soweit sie nicht an einer Suchterkrankung leiden. Vielfach handelt es sich um Menschen mit schweren akuten Krankheiten wie schizophrenen Psychosen, manisch-depressiven Erkrankungen oder seelischen Störungen nach Gehirnverletzungen. Daneben werden Patienten mit „Burnout-Syndrom“, Depressionen und weiteren psychischen Erkrankungen versorgt.
- Abteilung für Suchtmedizin und Sozialpsychiatrie: Diese Abteilung bietet ein Entgiftungsprogramm für Alkohol-, Medikamenten- und Drogenabhängige an.
- Abteilung Gerontopsychiatrie: Auf vier Stationen werden Patienten behandelt, die das 60. Lebensjahr vollendet haben. In Einzelfällen werden auch jüngere Patienten medizinisch versorgt, sofern die Gerontopsychiatrie für sie bedarfsgerecht ist.
- Abteilung für Neurologie und Klinische Neurophysiologie (Akademische Lehrabteilung der Universitätsmedizin Mainz): In der Neurologischen Abteilung werden Patienten mit allen Arten von Erkrankungen des zentralen Nervensystems (Gehirn und/oder Rückenmark), der peripheren Nerven sowie der Muskulatur behandelt. Die Abteilung verfügt über eine Stroke-Unit und eine neurologische Intensivstation.

Die mehr als 1.000 Planbetten umfassende Klinik ist Zentrum gemeindepsychiatrischer Verbundsysteme mit Tageskliniken, Institutsambulanz und komplementären außerklinischen Versorgungsaufgaben. Sie beschäftigt rund 1400 Angestellte.
Eng verbunden ist die Rhein-Mosel-Fachklinik mit den Psychiatrischen und Heilpädagogischen Heimen Andernach (PHP) und der Klinik Nette-Gut für Forensische Psychiatrie.
Die Psychiatrischen und Heilpädagogischen Heime Andernach betreuen Menschen mit psychischen, geistigen und anderen Behinderungen im Rahmen der sogenannten Eingliederungshilfe.
Bei der Klinik Nette-Gut für Forensische Psychiatrie handelt sich um eine Maßregelvollzugseinrichtung mit 390 Behandlungsplätzen ebenfalls in Trägerschaft des Landeskrankenhauses. Der Hauptsitz der Einrichtung ist Weißenthurm.

## Geschichte

### Gründung alsProvinzialirrenanstalt

Plan der Anlage von 1876

Die Provinzialirrenanstalt Andernach war eine von fünf Anstaltsgründungen in der Rheinprovinz als Nachfolgeanlagen für die Irrenheilanstalt Siegburg. In der einstigen Vorzeigeanstalt in Siegburg herrschten infolge dauerhafter Überbelegung sowie hygienischer und technischer Überalterung katastrophale Zustände. Mehrmals waren Epidemien in der Anstalt ausgebrochen. Jahrzehntelang war in die Anstalt nicht investiert worden, da sie in den Augen der Politiker des Provinziallandtags zu teuer war. Der seinerzeitige Direktor Werner Nasse deckte 1864 die Zustände gegenüber einer Kommission des Provinziallandtags schonungslos auf. Man war derart entsetzt, dass der 18. Provinziallandtag bereits im Folgejahr 1865 Vorschläge von Nasse aufgriff und beschloss, dass jeder der fünf Regierungsbezirke der Rheinprovinz eine eigene, neu zu errichtende Anstalt erhalten sollte. 1868 genehmigte die Regierung in Berlin diese Pläne.
Alle fünf Anstalten, in Grafenberg für den Regierungsbezirk Düsseldorf, in Düren für den Regierungsbezirk Aachen, in Bonn für den Landkreis Bonn, in Merzig für den Regierungsbezirk Trier und in Andernach für den Regierungsbezirk Koblenz sollten die gleichen Strukturen haben. Sie sollten für alle Krankheitsbilder offen sein, durch räumliche Nähe eine schnelle Behandlung ermöglichen und auf zweihundert bis dreihundert Patienten beschränkt sein. Es wurde darauf geachtet, dass die Anstalten abseits der Städte lagen, aber verkehrstechnisch gut erreichbar waren, um Ruhe und Abgeschiedenheit zu gewährleisten. Zu jeder Anstalt gehörte auch eine landwirtschaftlich nutzbare Fläche. Die wirtschaftliche Selbständigkeit der Anstalten wurde dadurch gefördert und die Arbeitskraft der Patienten konnte effizient eingesetzt werden.
Umfangreiche Planungen gingen dem Bau voraus. Am 15. April 1872 wurde der Grundstein für die Anstalt in Andernach gelegt, nach Grafenberg die zweite der fünf geplanten Anstalten. Örtlich war sie nach der seit 1835 bestehenden Irrenbewahranstalt St. Thomas die zweite Institution, die sich der „Irrenpflege“ widmete. An der von Andernach nach Mayen führenden Aktienstraße war ein Areal von knapp zwölf Hektar ausgewählt worden, auf dem vier Patientenhäuser für je hundert Männer und Frauen errichtet wurden. Haus 1 diente für je 16 männliche und weibliche Patienten als Pensionat, das heißt, dort wurden „gut situierte“ Patienten als Selbstzahler untergebracht. Haus 2 war für je 44 „ruhige“, Haus 3 für je zwanzig „halbruhige“, zehn „unreinliche“ und zehn „besonders zu beobachtende“ Kranke eingerichtet. Haus 4 war für „unruhige“ Patienten vorgesehen. Hinzu kamen Gebäude für die Verwaltung, Wirtschaftsanlagen und erste Wohnbereiche für Angestellte.
Nach vier Jahren Bauzeit wurde die Anstalt am 15. Oktober 1876 eröffnet.

### Konzeption
Es gab bedeutende Unterschiede zum alten Siegburger Konzept. Zum einen gab es jetzt in jedem Regierungsbezirk eine Anstalt, statt dass alle Kranken der Rheinprovinz einzig in Siegburg untergebracht wurden. Zudem wurden nun nicht nur als „heilbar“ eingestufte Patienten aufgenommen, sondern auch solche, die man eigentlich für „unheilbar“ hielt. Siegburg hingegen war als reine Heilanstalt konzipiert gewesen, so dass „unheilbare“ Kranke der Versorgung durch kommunale Versorgungseinrichtungen, Privatanstalten oder Familien überlassen worden waren. An der Kritik, die Nasse an diesem Prinzip geübt hatte, drückte sich auch der wachsende Zweifel der Psychiatrie aus, wissenschaftlich zwischen Heilbarkeit und Unheilbarkeit unterscheiden zu können. Zum Konzept gehörten auch der Zugang zu einem Krankenhaus vor Ort und die Beschäftigungsmöglichkeit der Kranken im Rahmen der Landwirtschaft. Nasse hatte erkannt, dass regelmäßige und mannigfache Beschäftigung die Hauptsache in der Krankenbehandlung sei. So wurden in den ersten acht Jahren bereits 40 bis 50 % der männlichen und 60 bis 70 % der weiblichen Patienten zur Arbeit angehalten. Dabei war der Arbeitseinsatz vorerst den ruhigen Patienten vorbehalten.
Die Patienten waren in vier Pflegeklassen aufgeteilt, die unterschiedlich untergebracht, versorgt, bekleidet und behandelt wurden. Der geringere Teil der Patienten gehörte als Selbstzahler zur ersten, zweiten und dritten Klasse. Die meisten Patienten gehörten zur vierten Klasse, der „Normalklasse“, deren Pflege von den öffentlichen Fürsorgeträgern bezahlt wurde. Speziell bei der Versorgung der Selbstzahler konkurrierte man mit privaten Anstalten, von denen es 15 allein im Regierungsbezirk Koblenz gab.
Zur Behandlung wurden in eingeschränktem Rahmen Beruhigungs- und Schlafmittel verabreicht. Man versprach sich auch viel von der Behandlung mit warmen Bädern, so dass diese vielfach, oft mit einer Dauer von bis zu zehn Stunden, angewandt wurden. Nur in Ausnahmefällen kamen Zwangsmittel und mechanische Beschränkungen zur Anwendung.
Ab etwa 1890 legte man einen hohen Wert auf die Bettbehandlung der unruhigen Kranken in übersichtlichen Wachsälen. Davon versprach man sich die Beruhigung unruhiger Patienten und dass erschöpfte Patienten wieder zu Kräften kommen. Auf der anderen Seite erleichterte die Bettbehandlung dem Personal aber auch die Kontrolle der Patienten. Nicht zuletzt diente die Anordnung der Bettruhe auch als disziplinierende Maßnahme.

### Ausbau der Anstalt

Darstellung des Hauptgebäudes der Anstalt um 1900

Erster Direktor war Werner Nasse selbst, der im Mai 1876 von Siegburg nach Andernach gewechselt war. Bis Dezember 1876 wurden die ersten 54 Patienten in die neue Anstalt verlegt. Die vorgesehenen 200 Plätze waren bereits 1877 belegt. Zwei Jahre später, im Jahr 1879, brannte das Frauenhaus 4 fast vollständig ab und wurde in erweiterter Form neu aufgebaut. 1881 wurde die neue Anstalt in Bonn eröffnet, an die Direktor Nasse und große Teile des Personals wechselten. Nasses Nachfolger wurde der von der Anstalt Merzig gekommene Friedrich Nötel. Der Belegungsstand der Anstalt wuchs rapide. 1885 lag die Patientenzahl bei 400, 1887 bereits bei 450, was dazu führte, dass die Kapazitäten der Sanitäranlagen und Wirtschaftseinrichtungen nicht mehr ausreichten. Wegen ähnlicher Schwierigkeiten in anderen Anstalten beschloss der Provinziallandtag 1887 ein ergänzendes Bauprogramm, das neben dem Bau der Anstalten in Galkhausen und Viersen auch Ausbauten und Modernisierungen in Andernach ermöglichte.
Einen ersten Skandal gab es 1887 an der Anstalt: Zwei Patienten, die als Gewohnheitsdiebe mit Paranoia eingestuft wurden, überwältigten in der Isolierabteilung die Wärter und entkamen. Einer wurde zwar bereits wenige Tage danach aufgegriffen, der andere schaffte es aber, mit dem Schiff bis in die Vereinigten Staaten nach New York zu gelangen.

### Der Fall Weber-Andernach

Krankenschwestern der Anstalt Andernach zur Jahrhundertwende 1900

Bis 1899 war der leitende Arzt gleichzeitig der Direktor der Anstalt. Ihn unterstützten ein zweiter Arzt, ein Assistenzarzt und ein Volontärarzt, sofern die Volontärstelle in Anspruch genommen wurde. Auf organisatorischer Seite konnte der Direktor auf einen Verwalter, einen Rendanten und zwei Schreiber zurückgreifen. Angesichts steigender Patientenzahlen bestand eine ärztliche Unterversorgung mit entsprechenden Konsequenzen für die Patienten. 1895 wurde dieser Missstand durch die Klage des Patienten Weber einer breiten Öffentlichkeit aufgezeigt.
Weber, ein Fabrikantensohn, kam 1890 im Alter von 19 Jahren an die Anstalt, wo er bis 1895 blieb, als ihn dort ein Cousin völlig ungestört erlebte und nach Köln mitnahm. Er war während seines Aufenthalts in Andernach entmündigt worden. Ärztliche Nachuntersuchungen zeigten auf, dass er mit falscher Diagnose und somit zu Unrecht in Andernach festgehalten worden sei. Nach Darstellung des anstalts- und rechtskritischen, späteren Psychiatrieprofessors Rudolf Finkelnburg war Weber vor der Aufnahme in Andernach durch „Trunkenheitsexzesse“ und Ausschreitungen im betrunkenen Zustand so auffällig geworden, dass ihm eine gerichtliche Verfolgung drohte. Laut Finkelnburg war dies der Familie sehr unangenehm gewesen, weswegen sie ihn dazu drängte, lieber einige Zeit als geisteskrank in die Anstalt zu gehen anstatt ins Gefängnis. Diesem Vorgehen stimmte Weber zwar anfangs zu, aber in der Folgezeit kam es zu einigen juristischen und ärztlichen Fehlern bis hin zur Bestechung von Anstaltsmitarbeitern durch die Familie Weber. Dies wirkte sich für Weber so verheerend aus, dass er mehrere Jahre in der Anstalt „interniert“ blieb.
Der Fall kam an die Öffentlichkeit und erregte Aufsehen, da er als symptomatisch für ähnliche Vorfälle an anderen Anstalten der Rheinprovinz galt und das Vertrauen in die psychiatrische Versorgung erschütterte. Finkelnburg übte offene Kritik am Entmündigungsrecht und auch an den konkreten Vorkommnissen, nahm die Ärzte allerdings insoweit in Schutz, als diese schlichtweg überlastet gewesen seien.
Neben baulichen Maßnahmen war eine Fürsorgereform die Folge. Unter anderem schuf man die Stelle des Verwaltungsdirektors, so dass sich der ärztliche Direktor auf seine medizinischen Aufgaben konzentrieren konnte, und stellte zusätzliche Ärzte ein. Entlohnung und gesellschaftliche Stellung des Pflegepersonals wurden verbessert.
Am 23. Dezember 1896 wurde Direktor Nötel Opfer des tätlichen Angriffs eines Patienten. Am 1. November 1897 erlitt er womöglich als Folge dieses Angriffs einen Gehirnschlag. Er blieb linksseitig gelähmt. Im Juli 1899 ließ sich Nötel wegen seiner Krankheit pensionieren, da sich keine Besserung eingestellt hatte; er verstarb noch im gleichen Jahr. Nachfolger wurde im März 1900 Nicolaus Landerer, der bis zu seinem Tod 1912 die Anstalt leitete.
1905/06 und 1907/08 war die Anstalt von zwei Typhuswellen betroffen. 1908 wurden durch den Ausbau von Dachgeschossen zwei Lazarette mit insgesamt 50 Plätzen eingerichtet. Infolge der Erweiterung des Gutshofs standen 1911 formal fünfhundert Patientenplätze zur Verfügung.
Nach dem Tod von Direktor Landerer übernahm Franz Friedrich Adams die Leitung, die er erst 1934 abgab.

### Der Erste Weltkrieg und die Folgejahre

Krankenschwester 1910

Wie in vielen anderen vergleichbaren Anstalten waren die Kriegsjahre von Personalnot und Hunger geprägt. Eine Reihe von Ärzten und Pflegern wurde zum Kriegsdienst einberufen, was die Aufrechterhaltung einer geordneten Pflege erheblich erschwerte. Ersatzweise wurden Hilfskräfte und Frauen auch zur Pflege in den Männerabteilungen eingesetzt. In Bezug auf die Ernährung lässt sich festhalten, dass die in Heimen oder psychiatrischen Anstalten lebenden Menschen generell in der reichsweiten Ernährungshierachie ganz unten angeordnet waren. Entsprechend schlecht stellte sich die Versorgungslage auch in Andernach dar.
In der Anstalt war in jener Zeit ein Reservelazarett für verwundete geisteskranke Soldaten eingerichtet, das Direktor Adams bis 1916 als Chefarzt leitete. Dadurch war es ihm möglich, gelegentlich Lebensmittel für die Anstalt aus der Versorgung der Verwundeten abzuzweigen. Ansonsten war die Versorgungslage sehr angespannt. Die Nahrung war im Deutschen Reich rationiert, wobei die Menschen in psychiatrischen Anstalten besonders schlecht versorgt wurden. So wurden auch die Patienten in der Andernacher Anstalt auf Kriegskost gesetzt. Der Einkauf von Lebensmitteln auf dem freien Markt als Ergänzung zu den Rationen war nicht möglich, da zu wenige Lebensmittel verfügbar und die Preise sehr hoch waren. Das anstaltseigene Gut konnte über einige Engpässe hinweghelfen, obwohl sich die Beschaffung von Futter für die Nutztiere ebenfalls als sehr schwierig erwies. Hunger prägte den Anstaltsalltag. Durch den Nahrungsmittelmangel erhöhte sich die Sterblichkeit drastisch, vor allem bei den weiblichen Patienten. Dies zeigte sich besonders im Verwaltungsjahr 1916/17, das reichsweit von dem sogenannten „Rüben- und Hungerwinter“ geprägt war, als alleine 94 Frauen starben. Zudem war die Anstalt im Sommer 1916 von einer epidemieartigen Typhuswelle betroffen. 1919 hatte die Anstalt den niedrigsten Belegungsstand, nachdem im November 1918 vor allem eine starke Grippewelle 29 Todesopfer unter den Patienten gefordert hatte. Wahrscheinlich handelte es sich hierbei um die zweite Welle der Spanischen Grippe.
Nach Kriegsende wurde im Dezember 1918 in der Anstalt ein amerikanisches Feldhospital eingerichtet. Wie viele andere Anstalten dieser Art hatte auch Andernach zahlreiche freie Plätze. Die von der Provinz finanziell unterhaltenen Kranken der Irrenbewahranstalt St. Thomas in Andernach und der evangelischen Anstalt Waldbröl bei Bonn wurden in die Provinzial-Heil- und Pflegeanstalt verlegt. St. Thomas wurde aufgelöst, der zugehörige Gutshof an die Anstalt verkauft.
Aufgrund des Versailler Vertrages verlor die Rheinprovinz 1921 das Saargebiet. Deshalb musste ein Teil der Patienten der Heilanstalt Merzig nach Andernach verlegt werden.

### Ausrichtung auf neue Therapiemöglichkeiten
Auf einer Konferenz der Anstaltsdirektoren der Rheinprovinz im Jahr 1898 wurde die Einführung und Förderung der Familienpflege angeregt. Dies wurde seitens der Behörden vorerst zurückhaltend behandelt, speziell vor dem Hintergrund, dass man hier eigentlich dem Aspekt der sicheren Verwahrung der Kranken Vorrang gab. Dies lief dem therapeutischen Aspekt zuwider. Trotzdem wurde neben der Anstalt in Merzig auch die Provinzialirrenanstalt Andernach damit beauftragt, sich mit den Möglichkeiten der Familienpflege vor Ort auseinanderzusetzen.
Die Entwicklung der Anstalt war in den 1920er Jahren durch Forschungen und Neuerungen im therapeutischen Bereich geprägt. Gegenüber anderen Anstalten der Rheinprovinz nahm Andernach dabei eine Vorreiterrolle ein. 1918 erschien vor dem Hintergrund des deutlichen Rückgangs Alkoholkranker an der Anstalt die kurios anmutende Dissertation von Willy Josten Über den Rückgang der Alkoholismusaufnahmen bei der Civilbevölkerung seit Ausbruch des Krieges an der PHP Andernach. Der Autor kommt zu dem Schluss, dass die kriegsbedingte Verwässerung des Bieres, die Einstellung der Produktion von Kornbranntwein, die Einführung der Polizeistunde und der ebenso kriegsbedingte starke Rückgang von Volksfesten zum nahezu vollständigen Verschwinden des Alkoholproblems geführt hatten.
Eine entscheidende Änderung für den Anstaltsbetrieb gab es 1920, als der Beruf des Krankenpflegers mit einer Ausbildung mit Abschlussexamen verknüpft wurde. Vorher war das Personal auf Unterrichtung durch die Anstaltsärzte angewiesen.
Ab 1923 setzte sich in den Anstalten der Rheinprovinz mehr und mehr das Prinzip der Offenen Fürsorge durch, wobei Andernach auch hier eine Vorreiterrolle einnahm. Unter Verknüpfung der Anstalt mit der städtischen Gesundheitsfürsorge und Wohlfahrt wurde es möglich, Kranke in ihren Familien zu lassen. Sie wurden dort weiter von der Fürsorge besucht, beraten und behandelt. Die Anstaltsärzte richteten Sprechstunden ein, die die Patienten ein- bis zweimal monatlich besuchten. In der Folge nahm die Belegung der Anstalt ab, die Schwere der Krankheiten bei Neuaufnahmen nahm jedoch zu. Die leichten Fälle wurden zunehmend nicht in der Anstalt, sondern in der offenen Fürsorge behandelt. Die Patienten blieben also in ihren Familien. Dieser Prozess kehrte sich allerdings durch die Machtübernahme durch die Nationalsozialisten 1933 wieder um, da die Anstaltsbedürftigkeit wieder bei deutlich leichteren Fällen angeordnet wurde und auch die Entlassung von Menschen, die unter das Gesetz zur Verhütung erbkranken Nachwuchses (GezVeN) von 1933 fielen, erschwert war. Weiter verstärkt wurde auch der Einsatz im Rahmen der Arbeitstherapie. Ende der 1920er Jahre waren etwa 85 % der Patienten in solche Maßnahmen eingebunden. Von der ursprünglichen Beschäftigungstherapie unterschied sich diese darin, dass auch die unruhigen Patienten hier eingesetzt wurden. Lediglich bettlägerige und schwache Patienten wurden nicht im Arbeitsdienst eingesetzt.
1924 wurde eine Apotheke an der Anstalt eingerichtet. Im Sommer 1926 kam es nochmals zu einer Typhuswelle.
In den Jahren 1926 bis 1928 wurden Patienten mit der Diagnose „Progressive Paralyse“ in einer eigens dafür eingerichteten Abteilung mit der Malariatherapie behandelt. Dieses Vorgehen war auf die Forschungen von Julius Wagner-Jauregg, Direktor der Niederösterreichischen Landesheil- und Pflegeanstalt für Nerven- und Geisteskranke in Wien, zurückzuführen, der dafür 1927 den Nobelpreis erhalten hatte. Von 44 auf diese Weise in den Jahren 1926 bis 1928 behandelten Patienten kamen sechs ums Leben, einer davon nachweislich an den Folgen der Behandlung. Demgegenüber standen 27 Fälle, wo sich eine Besserung einstellte, sodass 13 Patienten sogar dauerhaft entlassen werden konnten.
1938 berichtete der Anstaltsarzt Gies über ähnliche Experimente unter Führung von Johann Recktenwald mit Elektro-, Insulin- und Cardiazolschocks bei der Schocktherapie von Schizophrenie. So wurden 143 Fälle mit Insulinschocks behandelt. Gies berichtet, dass die Gefahren der Behandlungsmethode bei weitem nicht so wesentlich waren, wie ursprünglich angenommen. Es habe zwar negative Begleit- und Folgezustände gegeben, die aber im Verhältnis zur gewünschten Besserung nicht ins Gewicht fallen würden. Insulin- und Cardiazolbehandlung würden einen großen Fortschritt bei der Behandlung von Schizophrenie darstellen und es verdienen, ausgebaut zu werden.

### Die Anstalt Andernach im Nationalsozialismus
Eine der ersten Änderungen an der Klinik nach der „Machtergreifung“ der Nationalsozialisten war nicht politisch bedingt. Der Mediziner Franz Friedrich Adams, der seit 1912 die Anstalt geleitet hatte, ging 1934 in den Ruhestand. Sein Nachfolger wurde Recktenwald, der hier 1927 bereits als Oberarzt gearbeitet hatte. Als öffentliche Einrichtung bereitete die Integration der Anstalt in den nationalsozialistischen Apparat keine Schwierigkeiten. Nach außen änderte sich wenig. Bekannt ist, dass die Klinik in die Propagandaarbeit einbezogen wurde. So gab es Führungen und Besichtigungen zur Thematik der Eugenik und der Rassenhygiene durch Funktionäre und Parteiführungsnachwuchs in den Jahren 1936 und 1938.
Im Nationalsozialismus änderte sich der Umgang mit den Kranken. Die Pflegesätze wurden reduziert, die Belegung der Anstalten wurde drastisch erhöht. Es wurde differenziert zwischen unheilbaren, pflegebedürftigen Patienten und solchen, die im Sinne der Volkswirtschaft noch produktiv und wertvoll erschienen. Mit reduzierten Betriebskosten sollte eine höhere Belegung sichergestellt werden. Berichte über die seinerzeitigen Zustände an der Anstalt Andernach liegen nicht vor. Analog zu vergleichbaren Einrichtungen, speziell im Einzugsbereich der späteren Tötungsanstalt Hadamar, ist allerdings davon auszugehen, dass der Umgang mit den Patienten deutlich rauer wurde, die Erziehungsarbeit sich nach dem Vorbild eines Arbeitslagers richtete, die Strafen für Verstöße gegen die Anstaltsordnung deutlich zunahmen und an Kleidung, Bettwäsche und Essen gespart wurde. Im Jahresbericht der Anstalt von 1935 wird eine Belegung von 1208 Patienten angegeben, was einer starken Überbelegung entspricht.

#### Zwangssterilisationen
Mit dem Inkrafttreten des Gesetzes zur Verhütung erbkranken Nachwuchses wurden auch an Andernacher Patienten Zwangssterilisierungen durchgeführt. Bedenken dagegen wurden seitens der Ärzteschaft der Anstalt nicht geäußert. Von 1934 bis 1937 wurden laut Aktenlage 500 Anträge auf Zwangssterilisierung gestellt, 497 davon durch das häufig auch in der Anstalt tagende Erbgesundheitsgericht angeordnet; 399 Sterilisierungen wurden tatsächlich durchgeführt. Es ist davon auszugehen, dass in den Jahren 1934 bis 1939 etwa 500 Insassen der Anstalt Opfer von Zwangssterilisationen wurden. Durchgeführt wurden die Operationen in Koblenzer Krankenhäusern. Der Lokalhistoriker Günter Haffke äußert die Vermutung, dass die Ärzte als Gutachter und Beisitzer den Erbgesundheitsgerichten zur Verfügung standen. Zumindest für Recktenwald ist dies dokumentiert.

#### Die Anstalt im Zweiten Weltkrieg
Bereits am 1. September 1939, dem Tag des Überfalls auf Polen, waren an der Anstalt Vorbereitungen zur Einrichtung eines Reservelazaretts getroffen. Recktenwald wurde auch Direktor des Lazaretts.
Am 21. März 1941 wurde das Lazarett aufgelöst und am 1. August wieder eröffnet. In der Zwischenzeit erfolgten die Deportationen der Aktion T-4. Anfang März 1945 wurde es geräumt, kurz vor dem Einrücken der Amerikaner am 9. März 1945.
Während Andernach durch Luftangriffe teilweise zerstört wurde, blieb die Anstalt weitgehend verschont. Der Verlust des Schweinestalls durch einen Bombentreffer beim Angriff am 27. Dezember 1944 verschlechterte die Versorgungslage wahrscheinlich aber deutlich.

#### Verwendung als Zwischenanstalt

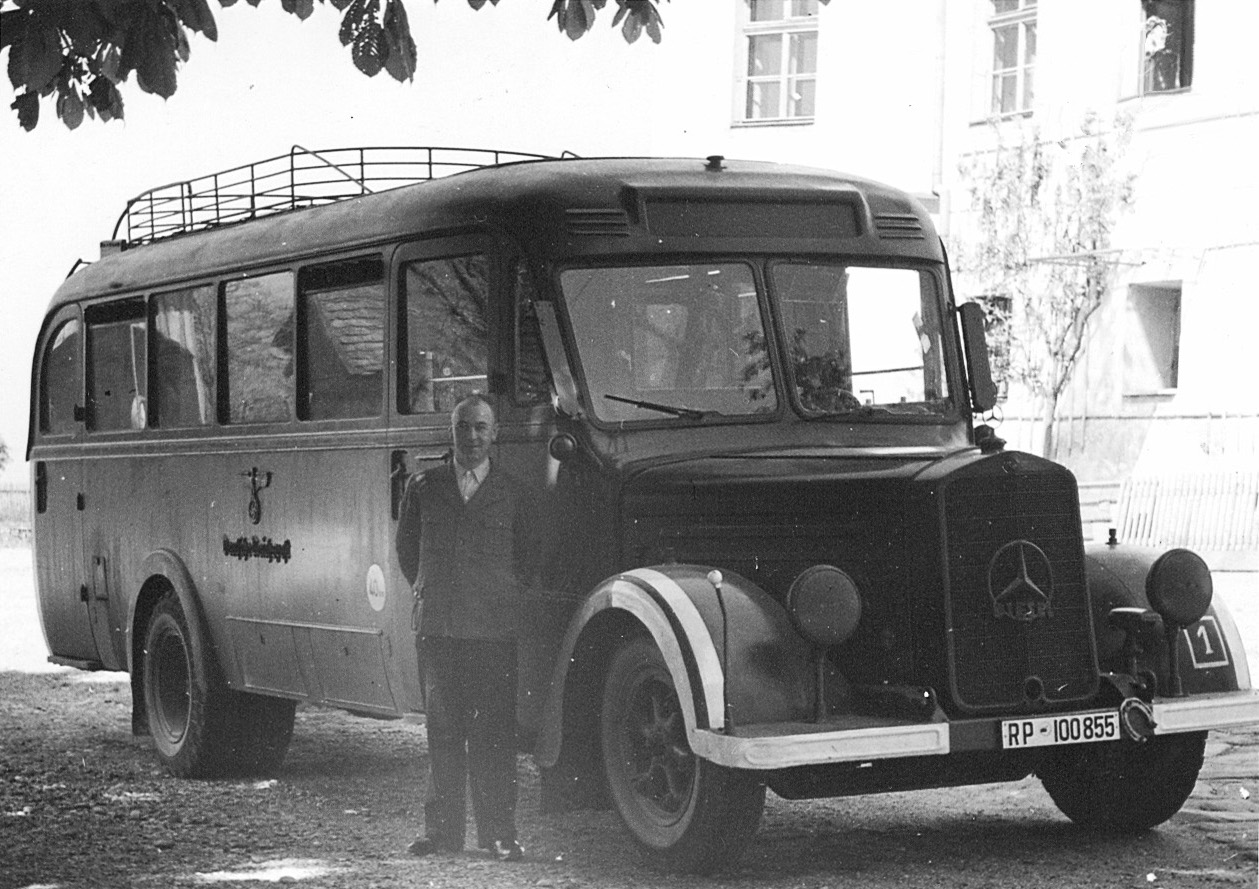
Ein Gekrat-Bus

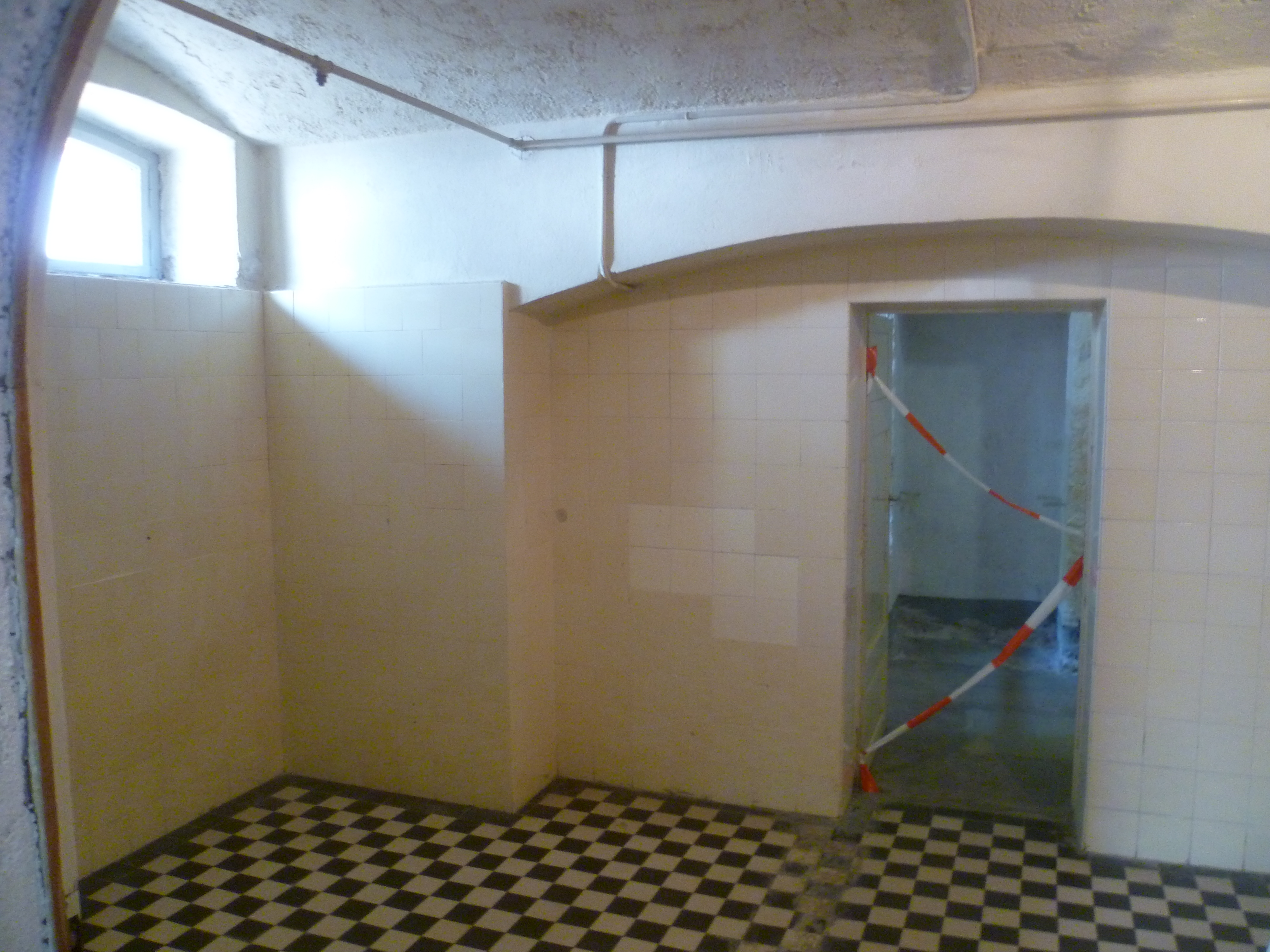
Die Gaskammer in Hadamar

Ende 1939 wurden im Rahmen der Aktion T-4 verschiedene Heil- und Pflegeanstalten zu Tötungsanstalten umgebaut. Sie dienten der „Vernichtung lebensunwerten Lebens“, wobei psychisch kranke, geistig behinderte und andere Patienten letzten Endes in Gaskammern ermordet wurden. Die Anstalt Andernach diente, wie auch die Anstalten in Weilmünster, Eichberg, Scheuern und der Kalmenhof in Idstein als Zwischenanstalt der Tötungsanstalt Hadamar. In Hadamar wurden ab Januar 1941 Tötungen durchgeführt. Funktion der Zwischenanstalten war die „Zwischenlagerung“ der für Hadamar bestimmten Transporte. Es sollte sichergestellt werden, dass nur so viele Opfer angeliefert wurden, wie unmittelbar darauf ermordet werden konnten. Die Verlegungen erfolgten täglich außer am Wochenende mit sogenannten Gekrat-Bussen.
Am 11. Juni 1940 erreichten die Meldebögen Andernach, wurden von Gies entgegengenommen und von den Medizinern Recktenwald, Gies und Kreisch ausgefüllt. Auf der Grundlage dieser Meldebögen wurden die Patienten erfasst. Die Bögen wurden an den Reichsausschuß zur wissenschaftlichen Erfassung von erb- und anlagebedingten schweren Leiden zurückgeschickt. Dort wurde über Leben und Tod entschieden.
Der erste Transport der Gekrat in Andernach war der sogenannte Juden-Transport. Am 11. Februar 1941 wurden 46 Menschen jüdischen Glaubens aus unterschiedlichen Anstalten nach Andernach und von dort mit zwölf Patienten der Anstalt Andernach nach Hadamar zur Tötung gebracht.
Am Folgetag, dem 12. Februar 1941, wurde die Andernacher Anstalt als Zwischenanstalt für die Kliniken der südlichen Rheinprovinz deklariert. Erstmals am 29. März 1941 besuchte eine fünfköpfige Ärztekommission unter Leitung von Hermann Paul Nitsche die Anstalt, um die Stammpatienten zu untersuchen und erste Transportlisten zusammenzustellen. Am 23. April 1941, das Reservelazarett war inzwischen geschlossen, erfolgte der erste von sechs Transporten von Stammpatienten nach Hadamar. Insgesamt wurden 470 Menschen nach Hadamar deportiert, von denen die meisten dort getötet wurden. Man wollte offensichtlich „Platz schaffen“, um die Nutzung als Zwischenanstalt zu ermöglichen. Am 7. Juni 1941 wurde der letzte dieser Transporte durchgeführt.
Von da an wurden Patienten in Andernach gesammelt, die eigentliche Nutzung als Zwischenanstalt begann. Die Patienten kamen aus den Anstalten in Süchteln, Bonn und Düren und wurden über Andernach nach Hadamar verlegt. Dokumentiert sind fünf Transporte mit insgesamt 452 Menschen, von denen die meisten in der Gaskammer in Hadamar den Tod fanden.
Am 24. August 1941 gab Adolf Hitler die mündliche Weisung, die Aktion T-4 zu beenden und die „Erwachseneneuthanasie“ in den sechs Tötungsanstalten einzustellen. Diese Weisung beruhte auf den öffentlichen Protesten gegen die Aktion. Die „Kinder-Euthanasie“ wurde jedoch fortgesetzt, ebenso die dezentrale Tötung behinderter Erwachsener in einzelnen Heil- und Pflegeanstalten unter der Bezeichnung Aktion 14f13.

#### Nach dem Ende der Aktion T-4

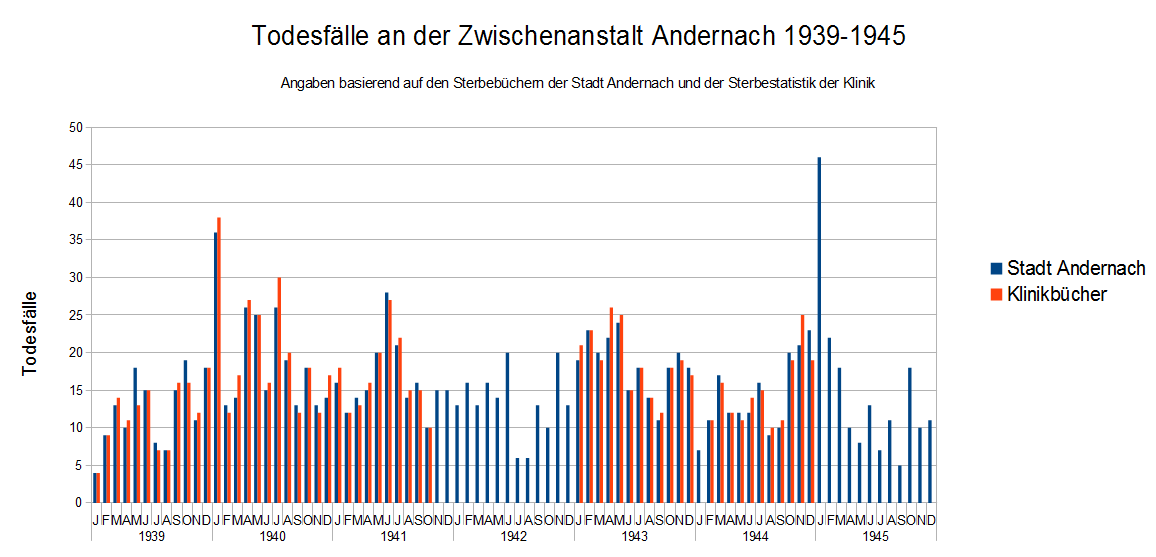
Todesfälle an der Klinik 1939–45

Mit dem Ende der Aktion T-4 wurde das Morden nicht eingestellt, es verlagerte sich nur. Mindestens 595 Opfer wurden 1943 in den Osten in die Anstalten Kulparkow (Lemberg), Tworki (Warschau), Landsberg (Warthe), Lüben (Schlesien) und Meseritz-Obrawalde transportiert und hier ermordet, unter anderem durch gezieltes Verhungern und Medikamentenvergiftungen. Bekannt ist auch noch ein Transport nach Meseritz im Jahr 1944. Dabei waren die zunehmenden Bombardierungen im Westen Vorwand, die Patienten in den Osten zu verlegen. Die Klinik wurde dabei frei gemacht für kriegswichtige Zwecke wie die Erweiterung des Reservelazaretts. Die Transporte wurden nach vorgegebenen Zahlen und Zielorten durch die Gekrat per Eisenbahn organisiert. Die Betroffenen mussten in Kolonnen, für die Andernacher Bevölkerung wahrnehmbar, durch die Stadt zum Bahnhof gehen.
Die Sterblichkeit in den Jahren 1939 bis 1946 in der Anstalt selbst war sehr hoch. Dabei differiert die Zahl der Toten in den Quellen zwischen 929 und 1465. Die hohe Sterblichkeit wurde in den Prozessen nach dem Krieg von den Angeklagten mit dem Alter und schlechter körperlicher Verfassung der Kranken, der schlechten Ernährung, ungenügender Wasserzufuhr, mangelnder Beheizung, mangelndem Licht – resultierend aus der luftkriegsbedingten Verdunklung – und letztlich der umfangreichen Verabreichung von Medikamenten, um das Aufkommen einer Panik zu vermeiden, erklärt. Dass bei der Medikamentenverabreichung das Risiko des Todes des Patienten bestand, war nach Angaben der Ärzte und des Pflegepersonals bekannt, eine Tötungsabsicht wurde jedoch im späteren Prozess bestritten. Angesichts der vielen Toten wurde bei den Bestattungen auf dem klinikeigenen Friedhof auf Särge verzichtet. Die hohe Sterblichkeit legt den Verdacht nahe, dass man dort, wie an vergleichbaren Anstalten, Patienten gezielt verhungern ließ oder mit Medikamenten vergiftete. Weder der nach Kriegsende folgende Prozess noch die jüngere historische Forschung konnten bislang eine Klärung herbeiführen.
Von nachhaltigem Widerstand gegen die Euthanasie-Verbrechen wird in der jüngeren Forschung nicht mehr ausgegangen. Viele Jahre lang hielt sich das Gerücht, dass zumindest die Oberschwester Maria Hafner diesbezüglich aktiv war, weswegen ein Haus nach ihr benannt wurde. 2011 wurde dieses Haus von Maria-Hafner-Haus in Haus Westerwald umbenannt. Es fanden sich keine Beweise für ein entsprechendes Tätigwerden ihrerseits, was es zwar nicht ausgeschlossen, aber unwahrscheinlich erscheinen lässt, dass sie Patienten half. Demgegenüber tauchten Unterlagen auf, die den Schluss zulassen, sie habe Verstrickungen des Personals in die Verbrechen zu vertuschen versucht. Sie stellte sich schützend vor das Personal, entlastete im Rahmen der späteren Verhöre und Prozesse vor allem die Begleiterinnen der Ost-Transporte von den Vorwürfen der Mittäter- oder Mitwisserschaft. Sie blieb wahrscheinlich dem Personal in positiver Erinnerung, weil sie das Personal vor Entlassungen und Prozessen schützte, aber nicht weil sie Patienten rettete.

#### Nachkriegszeit
Im Januar 1945 erreichte die Sterblichkeit an der Klinik ihren Höhepunkt. Am 9. März 1945 wurde Andernach von der US-Armee eingenommen und Recktenwald festgenommen. Zunächst übernahm Kreisch die Leitung der Klinik, der allerdings am 25. August 1945 von Franzosen ebenfalls festgenommen wurde, die im Juli 1945 die Kontrolle in Andernach übernommen hatten. Als einzige Ärztin blieb Kalt, die nun die Leitung der Klinik übernahm. In der Anstalt wurde ein Lazarett für die französischen Truppen eingerichtet.
In dieser Zeit war eine Buchführung kaum möglich, es gab keine geregelten Öffnungszeiten, es herrschte Mangel am Notwendigsten, insbesondere an Lebensmitteln und Hygieneartikeln. Patientinnen prostituierten sich gegenüber französischen und amerikanischen Soldaten, um Waren und Tauschmittel zu erhalten.
Insgesamt war ein geordneter Betrieb der Klinik nicht möglich. Ein Teil des Personals setzte sich dagegen zur Wehr, versuchte die Situation zu verändern, konnte allerdings gegenüber Kalt seine Ziele nicht durchsetzen. Dies führte zu Spannungen. Hinzu kam, dass die französische Besatzungsmacht Untersuchungen wegen der hohen Sterblichkeit in den Jahren 1944 und Anfang 1945 und umfangreiche Verhöre durchführte. Im Vorfeld der Untersuchungen drohte Kalt dem Personal, um Aussagen zu den Euthanasie-Verbrechen zu verhindern.
Die seit 1921 an der Klinik befindliche Pflegerin Margarete Theis verfasste im August 1945 ein Schreiben an die Militärbehörden, in dem sie auf die aktuellen Missstände aufmerksam machte und die Beteiligung von Frau Kalt an den Euthanasieverbrechen, unter anderem der Tötung von Patienten mit Luminal und Chloral, mitteilte. Darin ist der Anfang eines Aufbegehrens des Personals gegen die Klinikleiterin Kalt zu sehen, das in deren fristloser Entlassung und kurzfristiger Inhaftierung endete und auch das nachfolgende Gerichtsverfahren ins Rollen brachte.

#### Juristische Aufarbeitung
Aus historischer Sicht ist festzuhalten, dass durch die Ärzteschaft der Provinzial-Heil- und Pflegeanstalt Andernach – entgegen anderen Gerüchten – weder aktiver noch passiver Widerstand gegen die Euthanasieverbrechen geleistet wurde. Es wurde auch nicht aus Unwissenheit über die Ziele der Nationalsozialisten gehandelt. Zumindest gerüchteweise wussten die Ärzte spätestens seit dem 11. Juni 1940 – dem Tag der Ankunft der Meldebögen – Bescheid, denn der Arzt Hermann Wesse hatte von der Anstalt Bedburg-Hau, seinem vorherigen Arbeitsplatz, erzählt, wo das Tötungsprogramm bereits lief.
Der Oberarzt der Frauenabteilung Paul Gies (* 23. Juli 1901, † Januar 1945, weitere Daten unbekannt) war im August 1944 krankheitsbedingt ausgeschieden, seine Nachfolge übernahm Elisabeth Kalt. Er starb im Januar 1945, noch vor Ende des Krieges. Hermann Wesse wirkte von April 1940 bis Juli 1941 in Andernach, wo er auch Hildegard Wesse kennenlernte, die er im Dezember 1941 heiratete. Er leitete später die Kinderfachabteilungen in Waldniel und am Kalmenhof in Idstein. Nach dem Krieg wurde er wegen seiner Verbrechen in Waldniel zu lebenslanger Haft und für die am Kalmenhof zum Tode verurteilt. Nach Begnadigungen wurde er 1965 aus der Haft entlassen. Für Verbrechen in Andernach wurde er nicht belangt.
Hildegard Wesse war im Februar 1939 nach Andernach gekommen und wechselte im November 1941 an die Anstalt Waldniel. Am 2. Dezember 1953 wurde sie vom Landgericht Göttingen vom Vorwurf der Tötung behinderter Kinder freigesprochen, aber zu zwei Jahren Freiheitsentzug wegen Totschlags von 30 Frauen verurteilt. Sie praktizierte ab 1953 in Braunschweig wieder als Allgemeinmedizinerin. Wie auch ihr Mann wurde sie für Verbrechen in Andernach nicht verurteilt.
Wegen ihrer Täterschaft bei den Verbrechen in Andernach mussten sich demgegenüber Johann Recktenwald, Elisabeth Kalt (geb. Kraemer, * 18. März 1903 in Remscheid; † 1. Juli 1961 in Birkesdorf) und Ewald Kreisch verantworten. Letzterer leitete nach der Befreiung durch die Westalliierten von März bis August 1945 die Anstalt. Am 25. August 1945 wurde er von den Franzosen verhaftet. Das Landgericht Koblenz sprach ihn am 29. Juli 1948 schuldig. Dieses Urteil wurde mit der Revision vom Oberlandesgericht Koblenz aufgehoben und der Fall nochmals vor dem Schwurgericht beim Landgericht Koblenz verhandelt. Das endgültige Urteil lautete unschuldig und wurde am 5. April 1951 rechtskräftig. Elisabeth Kalt war am 28. Juli 1941 nach Andernach in die Frauenabteilung gekommen. Sie hatte ab August 1944 die Vertretung für Gies als Oberarzt der Frauenabteilung übernommen. Nach dem Krieg war sie monateweise die einzige ärztliche Kraft an der Klinik und übernahm die provisorische Leitung. Am 17. September 1946 wurde sie von den Alliierten verhaftet. Nach zwei Prozessen wurde sie am 29. Juli 1948 vom Landgericht Koblenz freigesprochen.
Der ärztliche Direktor Johann Recktenwald wurde Ende April 1945 von den Amerikanern verhaftet und erst am 3. Dezember 1946 entlassen. Am 12. März 1947 erfolgte die erneute Verhaftung, diesmal durch deutsche Behörden. Bis 15. August 1949 befand er sich in Untersuchungshaft. Vom Landgericht Koblenz wurde er Ende Juli 1948 zu acht Jahren Haft verurteilt. Dieses Urteil hob das Koblenzer Oberlandesgericht am 14. Juli 1949 wieder auf. Der Fall wurde 1950 erneut vor dem Schwurgericht in Koblenz verhandelt. Hier wurde er freigesprochen. Rechtskraft hatte dieses Urteil im April 1951 – das Oberlandesgericht hatte die von der Staatsanwaltschaft beantragte Revision verworfen.

### Wachstum im wirtschaftlichen Aufschwung

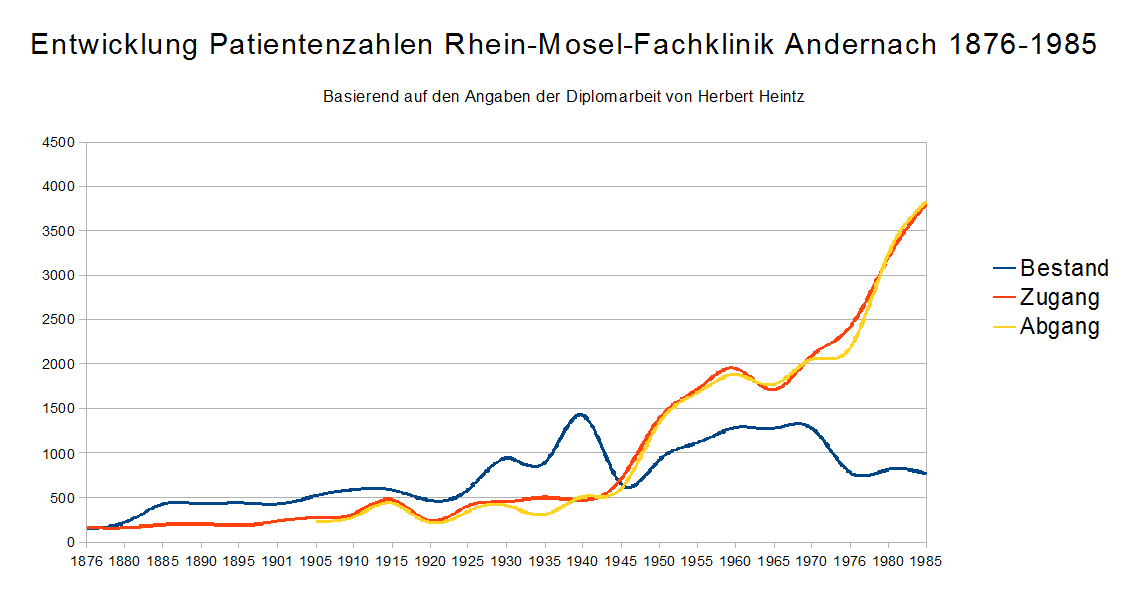
Patientenbestand zu Zu- und Abgängen

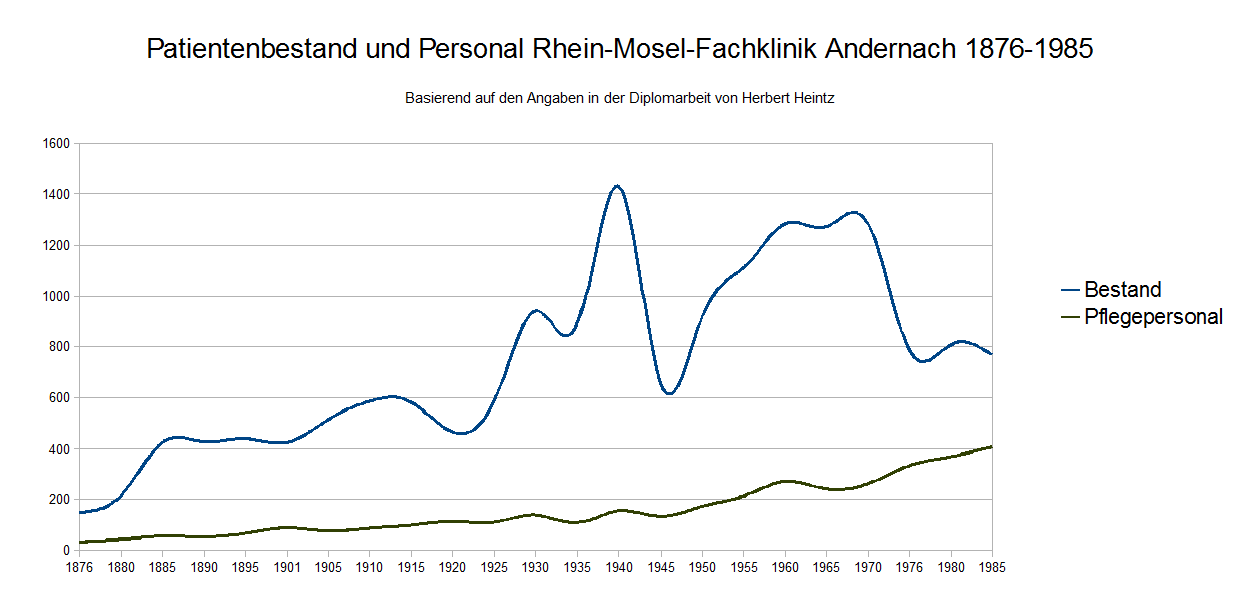
Verhältnis Patienten zu Pflegekräften

Mit dem wirtschaftlichen Aufschwung in der Zeit des Wirtschaftswunders in der neu gegründeten Bundesrepublik wurden kontinuierlich Renovierungs- und Neubaumaßnahmen durchgeführt. Herausragend waren der Bau des Bäder- und Röntgenhauses (1950–52), die gerichtspsychiatrische Abteilung im Männerhaus IV (1952–53), eine Tuberkulose-Abteilung und eine neurologische Abteilung im Männerhaus I (Haus Kirchberg, 1956), ein Infektionshaus (Haus Vulkanstraße, 1956), ein Schwesternwohnheim (1960), ein Pavillon für tuberkulosekranke Frauen (Haus Martinsberg) und ein Pavillon für gerontopsychiatrische Patienten (Haus Krahnenberg, beide 1964), eine Pflegeschule und eine internistische Station, die durch Umwandlung des Infektionshauses entstand (1970).
Parallel hierzu setzten sich auch bedeutende Änderungen im therapeutischen Bereich in der Klinik durch. Bereits 1946 wurden die ersten Elektrokrampftherapien zur Behandlung psychotisch Kranker durchgeführt, die ebenso wie die Insulin- und Cardiazoltherapien der 1920er und 1930er Jahre als Schockbehandlung anzusehen sind.
Kontinuierlich wuchs die Anzahl der Pflegekräfte und Ärzte. Schon 1950 hatte sich beispielsweise die Zahl der Ärzte im Vergleich zu 1945 mit 16 mehr als verdoppelt.
Verstärkt fand eine Entwicklung zur Kurzzeitbehandlung statt, neben dem Engagement in der Langzeitbehandlung. Dies hing insbesondere mit dem Einsatz moderner Psychopharmaka zusammen, die in den 1950er Jahren in internationalen Studien erforscht wurden. Ab 1952 zeigte sich dies auch an der Klinik in Andernach. Man erhoffte sich durch den Einsatz dieser Mittel die Aufenthaltsdauer der Patienten an der Klinik wesentlich verkürzen zu können und ihre Reintegration in ihr soziales Umfeld zu erleichtern. Dies spiegelt sich deutlich in der Höhe der jährlichen Zu- und Abgänge wider.
Nach einigen Jahren der Erfahrung mit den Psychopharmaka relativierten sich allerdings die Erwartungen an diese Mittel. Man erkannte, dass sie häufig nicht problemlösend, sondern symptomunterdrückend wirkten. Zudem setzten Begleiterscheinungen ein, wie unter anderem Gewöhnung, Abhängigkeiten und Wahrnehmungsverzerrungen.

### Auswirkungen der Psychiatriereform
1970 hatte sich die Patientenzahl an der Klinik mit 1281 im Vergleich zu 1945 (655) nahezu verdoppelt. Die Personalstärke war zwar mit 15 Ärzten und 245 Pflegekräften auch gestiegen, jedoch konnten mit dieser Personaldecke die therapeutischen Möglichkeiten nicht sachgerecht ausgeschöpft werden. Große Auswirkungen auf die Klinik hatten die allgemeinen gesellschaftspolitischen Veränderungen im Zuge der Psychiatriereform, die allgemeine Aufbruchstimmung der 1970er Jahre und auch die 68er-Bewegung. Die Wahrnehmung der Kranken und der Umgang mit ihnen wandelte sich. Ihre Behandlung und Integration wurden zum gesellschaftspolitisch wichtigen Thema.
Unter der Leitung von Jochen Katscher, der 1970 die Funktion des ärztlichen Direktors übernommen hatte, wurden Investitionen vorgenommen und umfangreiche Baumaßnahmen durchgeführt. Erklärtes Ziel war eine verbesserte Behandlung der Patienten, mit mehr Personal bei geringerem Patientenbestand. Das Programm sollte 1980 abgeschlossen sein.
1967 überfiel ein Dreißigjähriger, der tags zuvor aus der Landesnervenklinik Andernach entwichen war, eine neunzehnjährige Frau. 1968 entkam ein Gewalttäter aus der Anstalt und konnte erst gefasst werden, nachdem er mehrere Straftaten begangen hatte. Diese und weitere solche Vorfälle setzten die Klinik unter öffentlichen Druck, so dass an der Abteilung Nette-Gut umfangreiche Bau- und Sicherungsmaßnahmen vorgenommen wurden. So wurde 1972 die forensisch-psychiatrische Abteilung Nette-Gut wenige Kilometer von der Hauptklinik eingerichtet, an der bis zu einhundert psychisch erkrankte Rechtsbrecher behandelt werden konnten. Die Einrichtung dieser Klinik entstand unter dem Eindruck, dass man nicht mehr glaubte, die sichere Verwahrung von gewaltbereiten Patienten innerhalb der Anstalt gewährleisten zu können.
1974 wurde das Haus am Rennweg eröffnet, 1975 das Maria-Hafner-Haus (heute Haus Westerwald), wofür das Männerlazarett abgebrochen wurde. Die Einrichtung der Tagesklinik Andernach erfolgte 1975. 1980 wurde schließlich das klinische Zentrum eingerichtet.
Gleichzeitig änderte sich auch die personelle Situation. So hatte die Klinik 1985 24 Ärzte und 383 Pflegekräfte, während die Bettenkapazität auf 954 zurückgegangen war. Seit 1970 waren zudem Planstellen für Beschäftigungstherapeuten, Sozialarbeiter, Arbeitstherapeuten, Soziologen, Psychologen, Krankengymnasten und Kindergärtner geschaffen worden. Mit der begleitenden psychotherapeutische Behandlung durch Sozialarbeiter, Psychologen und Psychiater wurden neue Möglichkeiten der Heilung geschaffen. 1971 wurde der Sozialdienst eingerichtet, der sich seither um Wiedereingliederung und berufliche Rehabilitation der Patienten bemüht. Im Vergleich zu 1970 hatte sich 1985 die Anzahl der Aufnahmen und Entlassungen fast verdoppelt, was ein Ausdruck für die kürzere Verweildauer der Patienten aufgrund eines verbesserten Therapieangebotes war.
Die Führungsstruktur hatte sich verändert, ein Gremium aus dem ärztlichen Direktor, dem Verwaltungsdirektor und der leitenden Pflegekraft bestimmte die Geschicke der Klinik. 1979 wurde die Einrichtung Akademisches Lehrkrankenhaus der Universität Mainz, was unter anderem durch die veränderten Ausbildungsstrukturen im Medizinstudium bedingt war.
Gerd Krüger übernahm 1985 die Funktion des ärztlichen Direktors von Katscher und gab der Entwicklung der Klinik neue Impulse. Im Langzeitbereich der Klinik wurde eine Enthospitalisierungsstation eingerichtet, die es langjährigen Patienten teilweise ermöglichte, in ihre Familien zurückzukehren oder in Außenwohngruppen zu leben.
Im Jahr 1990, in dem die ehemalige Andernacher Patientin Adelheid Streidel auf den damaligen Kanzlerkandidaten der SPD, Oskar Lafontaine, ein Messerattentat verübte, äußerte der Investigativjournalist Ernst Klee massive Kritik an der Klinik. Kern seiner Kritik waren Personalmangel, Krankenstand, das Fehlen eines Psychiatriekonzeptes seitens der Landesregierung und die seinerzeit angestrebte Privatisierung der Klinik. Die wirtschaftliche Situation der Klinik stellte sich seinerzeit gut dar, es wurde Gewinn erwirtschaftet.
Von der regierenden christliberalen Koalition wurde geplant, die Klinik in eine Psychiatrie GmbH umzuwandeln, mit dem Ziel, innerhalb der nächsten Jahre private Investoren für einen Erwerb zu gewinnen. Dieses Vorhaben stellte für eine Klinik, in der auch Maßregelvollzug stattfindet, ein Novum für die Bundesrepublik dar. Es stieß auf Widerstand innerhalb der Belegschaft, bei Gewerkschaften und der Opposition. Verwirklicht wurde es nicht, die Klinik wurde von 1997 an unter dem Dach des Landeskrankenhauses geführt, einer Anstalt öffentlichen Rechts. In dieser Zeit arbeitete die spätere Landtagsabgeordnete Ise Thomas als Klinische Psychologin in der Landesnervenklinik Andernach.

### Umgang mit der Vergangenheit: DerSpiegel-Container

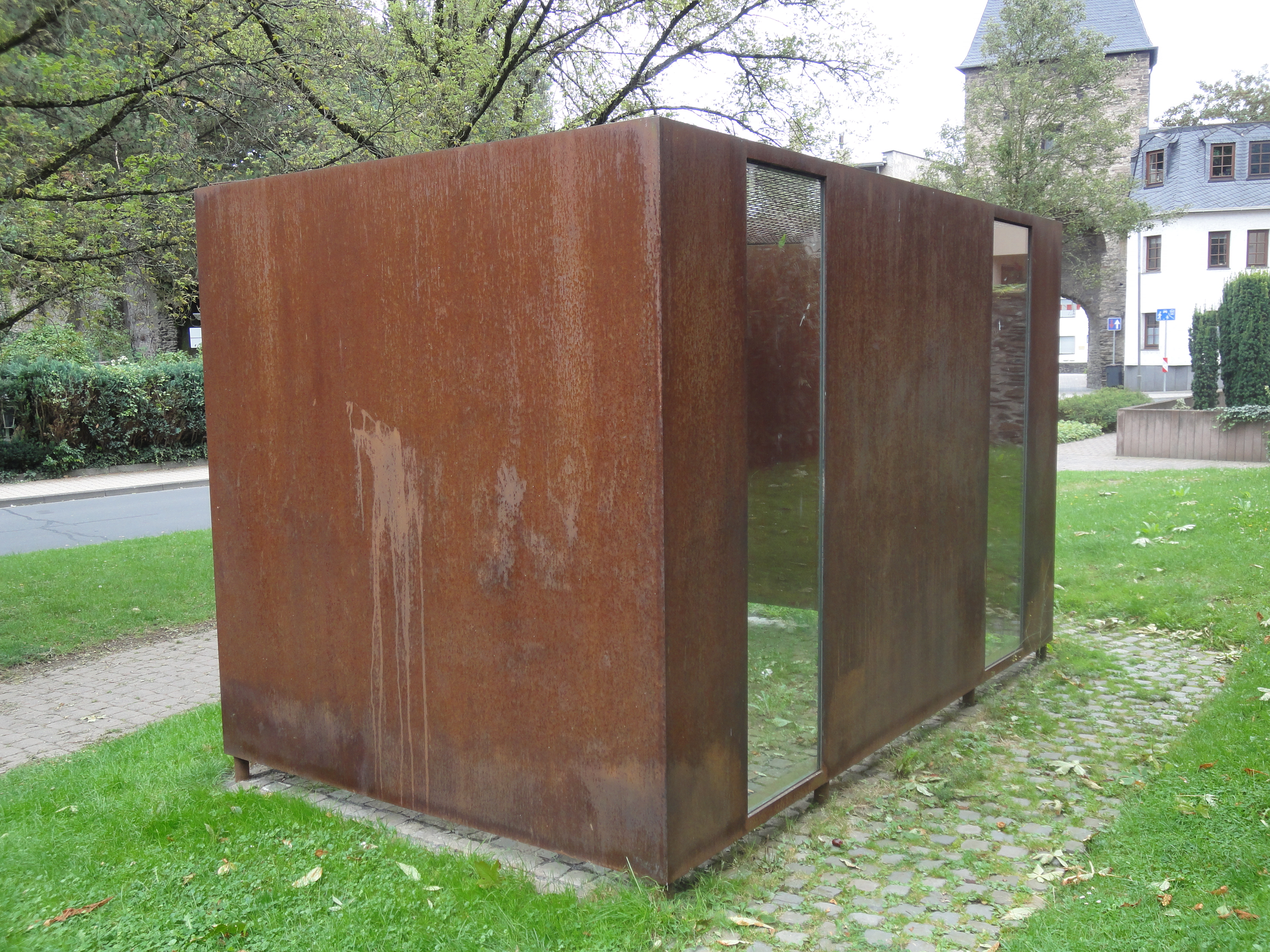
Der Spiegel-Container

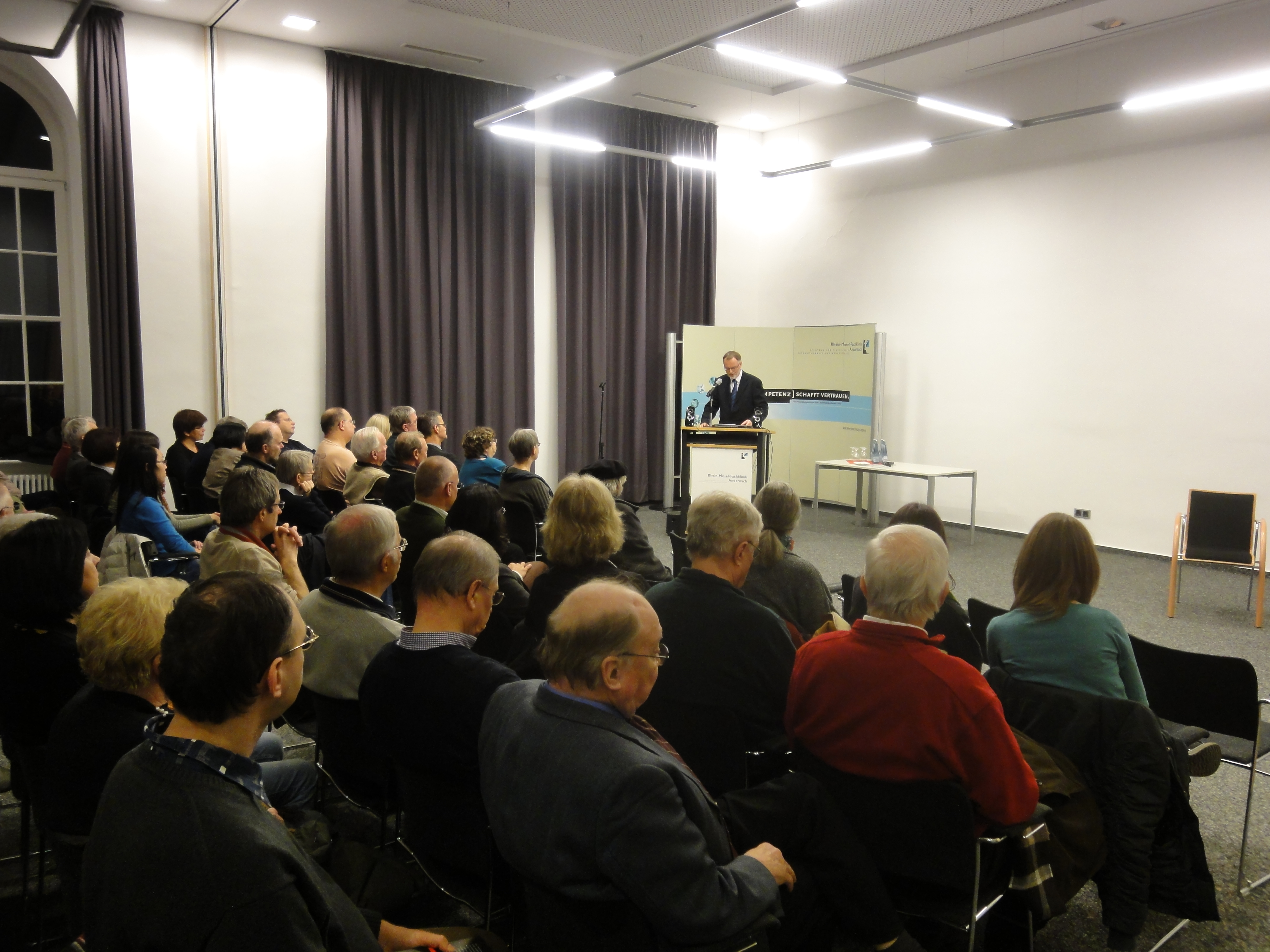
Elsner bei seiner Begrüßung anlässlich der Gedenkveranstaltung am 27. Januar 2012

Eine Auseinandersetzung mit der nationalsozialistischen Vergangenheit fand bis in die 1990er Jahre nicht statt. Schüler der 10. Jahrgangsstufe des Bertha-von-Suttner-Gymnasiums behandelten 1993 im Unterricht den Nationalsozialismus und organisierten einen Mahngang zum Standort der ehemaligen Synagoge in Andernach. Die Vorsitzende des Behindertenbeirats der Stadt Andernach, Regina Pickel-Bossau, machte die Schüler darauf aufmerksam, dass eine Auseinandersetzung mit den Euthanasie-Geschehnissen an der Heil- und Pflegeanstalt noch nicht stattgefunden hatte. Zu diesem Zeitpunkt lebten an der Klinik noch sieben Opfer der Zwangssterilisationen.
Daraus erwuchs ein außerschulisches Projekt mit dem Lehrer Paul Petzel und den Schülerinnen Daniela A. Frickel, Eva Maria Ott und Ania Skurewicz mit dem späteren Ziel eines öffentlichkeitswirksamen Mahnmals. Im Frühjahr 1995 kam es zu einer ersten öffentlichen Veranstaltung. Mitglieder des Historischen Vereins Andernach e. V., die Stadtverwaltung, der Landtagsabgeordnete Helmut Bäurle und auch der damalige Ministerpräsident Rudolf Scharping signalisierten ihre Unterstützung. Der damalige Leiter der Anstalt, Fritz Hilgenstock, versprach Hilfe bei der Recherche in den anstaltseigenen Archiven mit Akten aus der Nazizeit.
Unterschwellig soll es aber auch in nahezu allen Fraktionen des Stadtrats wie auch in der Bevölkerung Ablehnung gegeben haben. Heftig diskutiert wurde die Standortfrage. Unter anderem wurden das Klinikgelände selbst, der Friedhof und die Rheinanlagen diskutiert. Der evangelische Pfarrer Helmut Cordes warb in der Kirchengemeinde für den endgültigen Standort an der Christuskirche, wo das Mahnmal am 27. Mai 1996 schließlich der Öffentlichkeit übergeben wurde. Elementarer Kern war eine anonymisierte Liste von Opfern, die von der Anstalt selbst angefertigt und Anfang 1996 den Projektbeteiligten übergeben wurde. Verschiedentlich wurde der Standort außerhalb des Klinikgeländes wegen der größeren gesellschaftlichen Anteilnahme an einem öffentlichen Platz begrüßt, wo der Anstoß zur Erinnerung nicht auf die Klinikbesucher beschränkt ist. Außerdem sollten die gegenwärtigen Patienten nicht mit der Klinikgeschichte belastet werden.
Auch nach der Aufstellung des Mahnmals wurde in der Öffentlichkeit, vor allem in der lokalen Rhein-Zeitung, heftig diskutiert. Es wurde kritisiert, dass eine Trauerweide durch die Aufstellung geschädigt wurde, brütende Vögel ihre Nester verloren und dass der Container mit einer öffentlichen Toilettenanlage verwechselt werden könnte, aber das Projekt wurde auch befürwortet. Am 28. Juli 2010 wurde das Mahnmal der Stadt Andernach übergeben.
Im Allgemeinen fiel der Klinik der Umgang mit der nationalsozialistischen Vergangenheit schwer.

„Auch unsere Klinik hier in Andernach hat sich lange Zeit außerordentlich schwer damit getan, die Geschehnisse der Euthanasie-Aktion hier am Standort aufzuarbeiten und ihrer Opfer zu gedenken. In Zukunft wird die Rhein-Mosel-Fachklinik einmal jährlich am Totensonntag öffentlich an die Opfer der nationalsozialistischen Gewaltherrschaft erinnern.“

Unter den Direktoren Hilgenstock und insbesondere Elsner stellte sich ein Wandel ein. Seit 2002 führt die Klinik jedes Jahr am Tag des Gedenkens an die Opfer des Nationalsozialismus Gedenkveranstaltungen durch. Im Rahmen der Mitarbeiterausbildung werden seitdem auch Schulungen zur historischen Verantwortung durchgeführt. Eine Gedenkstätte auf dem Klinikgelände gibt es nicht.
Elsner selbst engagiert sich in der Aufklärung mit Beiträgen in der Fachliteratur. Am 28. Oktober 2010 nahm er erstmals an einer deutsch-polnischen Konferenz in Międzyrzecz teil, bei der er über die Rolle Andernachs als Zwischenanstalt referierte.

### Trägerschaft desLandeskrankenhaus
Anfang 1997 wurde die Rhein-Mosel-Fachklinik Andernach mit den Kliniken Alzey und Meisenheim zu einem Landeskrankenhaus vereinigt, nachdem die rheinland-pfälzische Landesregierung eine Neustrukturierung der Kliniklandschaft unter gesundheitsökonomischen Aspekten und eine Modernisierung der psychiatrischen Versorgung beschlossen hatte. Gemeindenähe der Versorgung, die Gleichstellung von körperlich und psychisch Erkrankten und der Vorrang der ambulanten vor der stationären Behandlung waren die Ziele. In der neuen Rechtsträgerschaft sollten die Kliniken mehr Eigenständigkeit und Flexibilität erhalten. Es folgte die Umbenennung der Landesnervenklinik Andernach in Rhein-Mosel-Fachklinik Andernach.
1998 übernahm Fritz Hilgenstock die Stelle des ärztlichen Direktors, die er bereits mehrere Jahre kommissarisch nach dem Ausscheiden von Krüger innehatte. 1998 wurde das Haus Nette auf dem Gelände der Hauptklinik eröffnet, ein renoviertes und gesichertes forensisch-psychiatrisches Stationsgebäude der Klinik Nette-Gut.
Am 1. Juli 1999 wurde die Tagesklinik in Cochem eröffnet.
1999 wurden umfangreiche Sanierungs- und Renovierungsmaßnahmen durchgeführt. Sie betrafen das Foyer des klinischen Zentrums, die Stationen 1 und 2 im Haus am Rennweg und die Einrichtung einer Zentralküche.
Anfang September 2005 übernahm Elsner von Hilgenstock die ärztliche Leitung der Klinik.
Am 15. März 2010 wurde die neurologische Intensivstation eröffnet, die erste Einrichtung dieser Art in Rheinland-Pfalz.
2010 gehörte die Rhein-Mosel-Fachklinik zu den fünf besten Kliniken, die in diesem Jahr durch die KTQ geprüft wurden.
Nach umfangreichen Renovierungs- und Modernisierungsarbeiten wurde das Haus am Rennweg im März 2011 wieder eröffnet.